# AMX-30主战坦克
AMX-30是一款由AMX公司和GIAT（现奈克斯特系統公司）研发的主战坦克，从1966年开始服役于法國陸軍，前5辆被交付给第501坦克团（法語：Régiment de Chars de Combat），在冷戰時期是法國陸軍裝甲部隊唯一裝備的主力坦克，直至1990年代中期才逐漸被勒克莱尔坦克取代。

## 概要
AMX-30承接战后法国两型中型坦克以及ARL-44的设计。虽然ARL-44是一型临时坦克，他的替代型AMX-50重型坦克在50年代中期引进M47巴顿坦克之后便被取消研发。1956年法国政府参加了一项与西德和意大利合作旨在设计一型标准化坦克的合作项目。虽然三个国家确定了一系列新坦克的具体特征，法国和西德已经开始为试验和改进分别建造原型车，但由於法國堅持使用自行研發的戰車砲及兩國在設備規格上的分歧，合作開發主力戰車的計劃終告失败，兩國基於自己的原型車進行後續開發，德国最终研制出豹1型坦克，法国则发展出AMX-30。
AMX-30量產型重36噸，刻意減輕重量來提高機動力，但裝甲防護被犧牲。由於設計AMX-30時正處於美蘇在歐洲對峙及可能核戰的陰影下，而面對新型反坦克武器如反坦克導彈的出現，在當時的裝甲技術限制下，如有增強裝甲防護力只能透過大幅增加裝甲厚度，但重量亦必然大幅增加，而且再厚的裝甲也難以抵禦核彈攻擊，設計者認為與其加厚裝甲都無法抵擋新式反坦克武器及核武攻擊，倒不如減輕車重提高機動力，令裝甲部隊發起攻擊及撤離時都更迅速，利用高速性能躲過攻擊來提升生存性，而較細小的輪廓可減小被彈面積，降低被敵火擊中的機會，所以AMX-30採用紧凑設計，车高仅2.28米。该车配备一門105毫米口徑的坦克炮，发射G型破甲弹（法語：Obus G）。G型破甲弹的内壳和外壳通过滚珠轴承分离，从而使其在不改变战斗部的情况下维持发射后的自旋稳定。
本車的发动机为馬力720匹馬力（540千瓦特）的HS-110柴油发动机，因為本身的車重較輕，所以機動力不俗，但其传动装置的可靠性却十分糟糕。由于其传动装置故障不断，1979年法国陆军开始将AMX-30升级为AMX-30B2，换装了新的传动装置、改良型引擎并引入尾翼稳定脱壳穿甲弹以及其他改进。AMX-30有许多衍生型号，包括AMX-30D装甲回收车、AMX-30R羅蘭防空導彈發射車、AMX-30SA響尾蛇防空導彈發射車、架桥坦克、冥王星战术核导弹发射车等。
早在1969年，希腊就订购了AMX-30和其他衍生型号，紧接着的是西班牙。接着，AMX-30被出口到沙特阿拉伯、伊拉克、委内瑞拉、卡塔尔、阿拉伯联合酋长国、塞浦路斯和智利。在停产之前，一共生产了3,571辆AMX-30和它的衍生型号。西班牙和委内瑞拉之后都开始了坦克现代化升级改装计划以延长服役时间。1991年海湾战争，法国和卡塔尔陆军均部署了AMX-30，卡塔尔的AMX-30参与了卡夫奇战役对抗伊拉克军队的战斗。法国和其他大部分国家在20世纪末便将AMX-30替换成更新型的坦克。

## 開發背景
尽管二战初期，法國被納粹德國佔領，迫使法国装甲战斗车辆的发展暂时中止，但战时的秘密研究机构仍然使法国坦克发展事业在1944年解放后迅速恢复。在纳粹德国占领期间法国秘密研究的坦克项目在1944年由国营吕埃锻造厂（法語：Atelier de Construction de Rueil, ARL）接手，最终在1946年生产出ARL-44。该坦克由迈巴赫HL-230 --575匹馬力（429千瓦特）引擎驱动，配备90毫米坦克炮。虽然这辆48吨重的坦克火力和发动机功率可与当代主战坦克相媲美，它却有着明显的缺点，包括过时的履带设计。
因為基礎設計已經老舊，ARL-44只是法国陆军装甲部队在重建之初的过渡型号，早在1945年3月法国就开始研發ARL-44的後繼戰車，ARL-44在1950年只生产了计划600辆中的60辆。这些坦克当年被交付给法国陆军第501坦克团。當時法國陸軍裝甲部隊的主力是美國援助的M46及M47巴頓坦克，單是M47戰車就超過800輛。

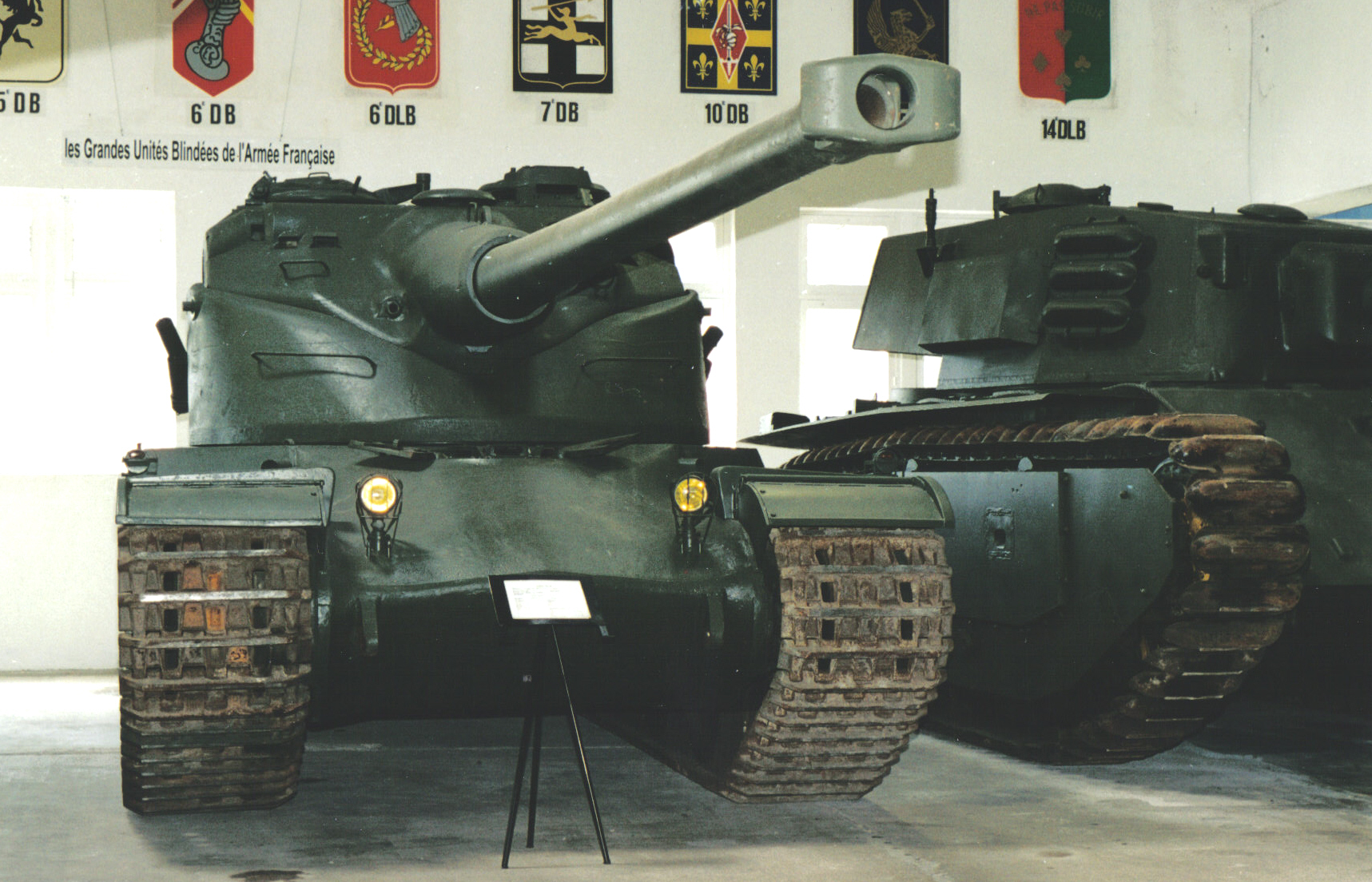
索米尔坦克博物馆的AMX-50重型坦克

新坦克的研发工作被提供给五个独立的工厂，分别为伊西莱姆利罗公司（法語：Atelier de Construction d'Issy-les-Moulineaux, AMX）、地中海冶金和造船厂（法語：Forges et Chantiers de la Méditerranée, FCM）、洛林-迪特里希制造厂（法語：Societe Lorraine de Dietrich, SLD-Lorraine）和机械加工与火炮制造公司（法語：Societé d'Outillage Mécanique et d'Usinage d'Artillerie, SOMUA）。新坦克是基于战后新的坦克要求设计的。最终该型号被指定为AMX-50，其车身和悬挂和战后法国使用的原纳粹德国豹式坦克相似。法国政府的为新坦克设定的规格受到豹式坦克和虎式坦克的影响；特别是法国陆军一直在寻找一个与兼具前者的防护和后者的火力的坦克。虽然设计是借鉴德国坦克，包括早期型号使用的迈巴赫1,000匹馬力（750千瓦特）引擎，以及扭力杆悬挂装置，但AMX-50仍有一些特征。例如，它是第一型使用安装在耳轴上的摇摆式炮塔的坦克。摇摆式炮塔分为两部分，其中一部分安装在下部的耳轴上，与炮塔座圈相连。主炮被安装在上部，以加大火炮的俯仰角同时简化火控设备并加装自动装填系统。三个承包商中，雷诺中途退出了研发，法国政府在1946年初选择伊西莱姆利罗（AMX）和索玛（SOMUA）继续研发。原型车被命名为M4，伊西莱姆利罗在1949年完成他的原型车，而索玛直到1956年也没有完成。伊西莱姆利罗的第一个原型车配备有90毫米主炮，而1950年7月的第二辆原型车则装备了更大口径的100毫米坦克炮。虽然原计划是把AMX-50项目作为西欧联盟的标准中型坦克投入生产，但由于财政原因和美国同意援助856辆M47巴顿坦克的到来使得该计划被废止。1951年该型坦克被升级为使用更大口径的120毫米主炮的重型坦克项目，尽管生产了3辆原型车，该计划在1956年也被终止，主要原因是未能開發出足够馬力的引擎。

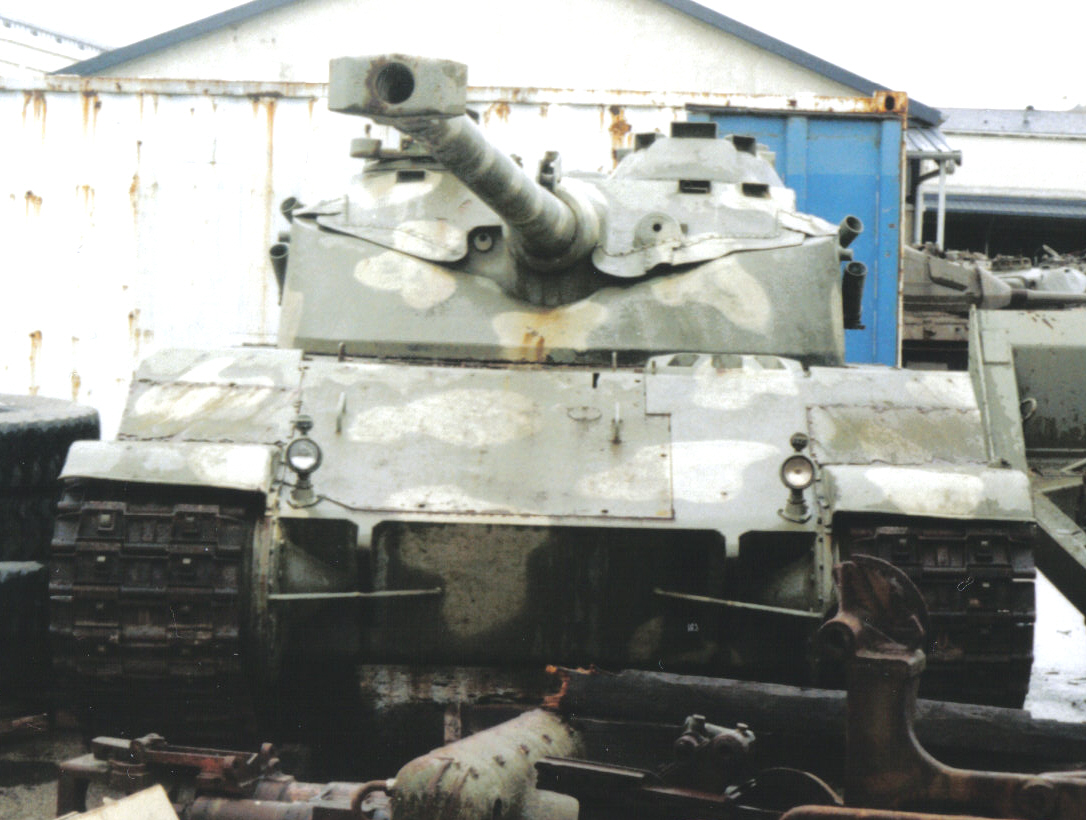
巴蒂尼奥勒-查狄伦25噸坦克

随着100毫米AMX-50计划在1951年的失败，法国官方暂时中止了生产中型坦克的想法。此时西德被允许重整军备，而德国人对用廉价轻型但相对强大的坦克武装他们的军队很感兴趣，他们想用数量弥补同价最新型中型坦克的火力。为西德提供数千辆这种坦克的前景诱导法国采用这种想法来设计“67式”轻型坦克，也就是经过特别设计的AMX-13/105。同一时期一家私人企业设计的坦克是比AMX-13略大的巴蒂尼奥勒-查狄伦25噸坦克。1955年制造的查狄伦坦克后期原型车，证明了生产一型使用优良主炮、正面装甲等效厚度为80毫米均质钢、重30吨的坦克是可行的，這一事實使得法國人重新開始考慮中型坦克的研發與生產事宜。

## 開發歷程

### 法德合作
成立于1953年，由數個西歐國家总参谋部代表组成的西欧联盟防务工作共同体：FINBEL（以法国、意大利、荷兰、比利时和卢森堡的首字母命名），在1956年起草了一套新的中型坦克规范，目的是要取代美国和英国在戰後提供的坦克。同年，西德加入该共同体，使其名称变为FINABEL（德国），1956年10月27日在贝沙尔法德两国达成一项合作生产坦克的双边协议。尽管其他FINABEL国家没有正式参与，但这型坦克被命名为“欧罗巴战车”（德語：Europa-Panzer）以表明其欧洲共同性质，两国专家均参与了设计过程。新坦克的技术规格（FINABEL 3A5）被称为轻量级高机动战斗坦克，重量被限制在30吨，装甲厚度没有要求。1957年2月12日在波恩举行的会议上，法国和的西德工程师确定了未来坦克的需求。会议最终确定，最长宽度3.15米，最高高度2.15米，配备有105毫米坦克炮，由位于圣路易的法德军事研究所研发。新坦克将采用风冷汽油发动机，扭杆悬挂装置和液压减震器，单位功率质量不少于30匹馬力（22千瓦特）/吨并且最大公路行程不少于350千米。雖然意大利在5月加入计划，但戰後的意大利未打算開發新坦克，所以只是名义上參與，并没有做出任何重大的贡献。同年11月28日，法德两国国防部在巴黎决定由两个国家分别研制两辆原型车。第二年夏尔·戴高乐掌权并建立法兰西第五共和国，戴高樂堅持法國獨立開發核武器，1958年6月7日戴高乐决定拒绝西德和意大利参与核計劃，西德不滿法國拒絕分享核技術，也質疑法國企圖主導整個開發案，合作開發主力戰車的計劃遭受到第一次挫折。

### 開發原型車
法国方面的原型车由约瑟夫·莫利尼将军领导的研究和制造装备部（法語：Direction des Études et Fabrications d'Armements, DEFA）下属伊西莱姆利罗公司研制，总设计师海斯勒。首辆原型车于1960年12月完成并于1961年2月开始测试，第二辆于1961年7月完成，装备了改进型测距仪和履带。这两辆的炮塔因模仿苏联T-54而非常圆，并使用索伐姆汽油发动机。另七辆原型车使用更光滑的改进型炮塔，生产于1961到1963年。德国方面的原型车制造工作由分別两个團隊進行，團隊一由保时捷、基尔机械制造厂以及路德和荣组成；團隊二由鲁尔钢铁、莱茵钢铁-哈诺玛格以及亨舍尔组成。木质模型于1959年完成，1961年首批两辆原型车由團隊一完成。

### 分道揚鑣
1963年10月，在意大利、荷兰、比利时和美国的监督下，5辆法国原型车和5辆西德原型车的比较试验，分別在迈利莱康、梅彭、布尔日和萨托里進行。法国型号被赋予了单独的型号名称：AMX-30。试验表明，10月1日刚刚被命名为“豹”的西德型号拥有更好的机动性和加速度。法国政府不願放棄AMX-30，並推遲到1965年才決定購買主力坦克。法國提出法德共同開發105毫米坦克炮代替從英國引進皇家兵工厂L7线膛炮，但遭西德拒绝，西德在1962年秋季已從英國訂購了1500門L7型線膛炮，而且萊茵金屬已從皇家兵工廠取得此炮的技轉及生產許可，兩國在莱茵金属生产同型号弹药的合作也沒有達成共識。
1966年，戴高乐领导的法国退出北约統一指揮架構，由於西德位處和華約接壤的最前線，十分依賴北約支援，此舉引起法国和西德在軍事合作的分裂。此后西德开始强调按美国设备进行标准化，特别是在武器装备方面，并按照北约新政策使用多燃料柴油发动机。西德国防部长弗朗茨·约瑟夫·施特劳斯决定研制一型国产坦克。作为回应，法國在同一天也宣布要採用自研的戰車。雖然有提議将法国設計的炮塔安裝在德国設計的车身上，以維持合作計劃，但不獲雙方接納，合作计划以破裂告終，法国和德国决定各自開發各自型号的坦克。

## 基本設計

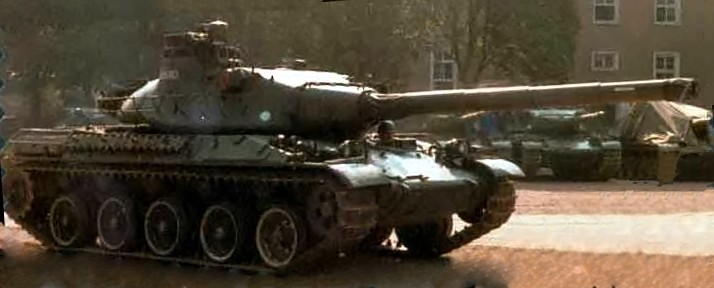
一辆1965年预生产型

AMX-30原型车重32.5吨，车身布置十分紧凑，车宽3.1米，和瑞士Pz61主战坦克相近，车高2.28米，和苏联T-55相近。AMX-30沒有繼續採用AMX-13輕戰車及AMX-50重戰車的摇摆式炮塔設計，而是回到傳統設計的砲塔，原因是摇摆式炮塔很难密封，这意味着它无法做到防水和防核辐射。摇摆式炮塔同样在外衬和炮塔座圈之间拥有一个巨大的装甲弱点。最早的两辆原型车使用一台720匹馬力（540千瓦特）火花点火发动机，名为索伐姆12型发动机。之后的型号采用了希斯巴诺-苏莎研发的多燃油柴油发动机。七辆原型车之后都更换了柴油发动机。1965年11月，两辆预生产型车下线。除了柴油发动机，它们改进了车体和炮塔铸件以及炮盾；后者在生产型中再次被改变。

### 裝甲防護
AMX-30生产型被命名为AMX-30B以和AMX-30A原型车区分开来。第一辆生产型在1966年6月完成，采用焊接铸造式车身和整体铸造式炮塔。生产型坦克战斗全重36吨。AMX-30的生存性基于其机动性；法国工程师认为坦克要安装足够的装甲来对抗反坦克武器，包括高爆反坦克弹（HEAT），将使机动性大打折扣。结果AMX-30的装甲为当时主战坦克中最薄，炮塔装甲最厚仅为50毫米，正面装甲倾角70度，侧面装甲倾角23度，可阻挡20毫米穿甲弹的射击。外部装甲值为：正面装甲79毫米；两侧前装甲59毫米；后部装甲30毫米；车体上下部装甲15毫米；炮塔正面80.8毫米；炮塔侧面41.5毫米；炮塔背面50毫米；炮塔顶部20毫米。其他防护包括核生化防护以及一套通风系统。

### 武器配備
AMX-30的一大特色是其发射的105毫米G型破甲弹（直译：「Obus à Charge Creuse de 105 mm Modèle F1」）以及它的主炮，AMX-30裝有一門105毫米的F1坦克炮，该炮的炮管装有镁合金隔热护套，考虑到线膛炮发射的破甲弹会产生很高的弹丸旋转速度导致准度下降，因此法国决定研制G型破甲弹（Gresse）。这种炮弹被设计成两部分，外壳和悬浮内壳，中间由滚珠轴承分开，在外壳高速旋转时，内壳并不转动，因此它比常规的尾翼稳定破甲弹更精准，使得战斗部发挥全部威力。战斗部装有780克黑索金，3000米距离可以击穿400毫米均质钢。由于其优秀的准度和穿甲能力，它被认为是当时“最理想的弹药”。AMX-30也被设计成可以发射北约制式105毫米弹药，包括尾翼稳定脱壳穿甲弹、破甲弹、榴弹和烟幕弹或照明弹。主炮由380毫米驻退器连接，其最长伸展长度为400毫米，俯仰角-8°~20°，此炮其中一個特色是使用壓縮空氣排煙，AMX-30每次開火後用壓縮空氣將炮管的殘餘廢氣吹走，不像大部分坦克的火炮在炮管安裝排煙器及要在炮管設置排煙器所需的孔道，但缺點要佔用炮塔空間加裝壓縮氣缸。
AMX-30的砲盾配备有一挺同轴12.7毫米勃朗宁M2重机枪，在炮塔顶部裝有一挺7.62毫米防空机枪，AMX-30的同軸機槍比其他戰車常用的7.62公釐機槍大，但法軍仍不滿足，後來把這挺機槍更換為20毫米機炮，是同期各型戰車的次武裝中火力最強大的。車上可携带50枚105毫米炮弹，748发12.7毫米子弹和2,050发7.62毫米子弹。车长指挥塔门周围装有十个全方位反射投影器和一个10倍放大双筒望远镜，并配有全景重叠光学测距仪。炮手则配有一个可伸缩的瞄准器和两个观察潜望镜。

### 動力及行車設備
AMX-30生产型使用希斯巴诺-苏莎HS-110柴油发动机，發動機組件總重1726公斤（發動機本體重1426公斤）。这款28.8升720匹馬力（540千瓦特）发动机可以在战场上以少于45分钟的时间更换，并使坦克的最大速度达到65千米/小时。AMX-30總共有6個油箱，貯油量共962公升，因為柴油引擎的燃油效率較汽油高，AMX-30最大公路行程達到600公里或是連續16小時的連續運行。除了引擎燃料外，AMX-30需要138.5公升的潤滑油（引擎90公升、變速箱45公升、履帶主傳動輪3.5公升）。引擎驱动器穿过格拉维纳G.H.B.200C双片离心式离合器。变速箱为伊西莱姆利罗5-SD-200D，其拥有5个前进档和5个倒档。这型變速箱設計借鏡了許多德国在二戰開發的豹式戰車設計，并基于在1938年便开始的项目。传动装置是AMX-30的主要缺陷，其经常出现多种机械问题，包括司机将不得不在特定的时间手动换档，即使坦克是在崎岖地形上移动。坦克拥有五对铝合金橡胶承重轮上和570毫米宽的履带。坦克可以直接通过1.3米深的水，在最低准备情况下可通过2米深水，完全准备则为4米深。坦克渡水的完全准备包括加装通气管，在车体正面、发动机散热口安装固定板，以及红外驾驶设备的安装，包括探照灯。1969年实施了一项特殊的AMX-30潜水训练：在没有发动机和履带的情况下，配备有逃生管的坦克可通过绞盘从斜坡上迅速下降到水库中。

## 性能提升

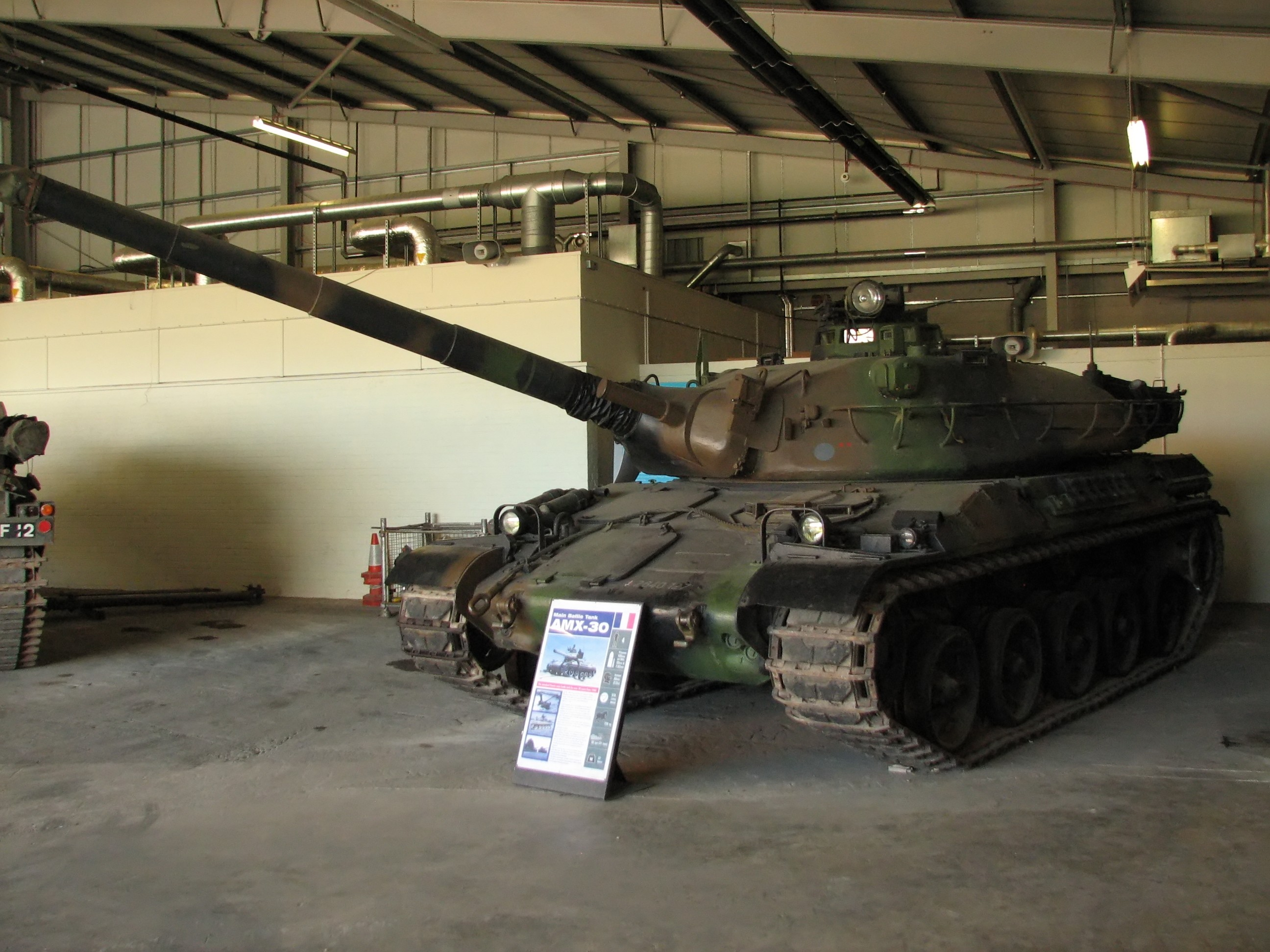
波维顿坦克博物馆的AMX-30B

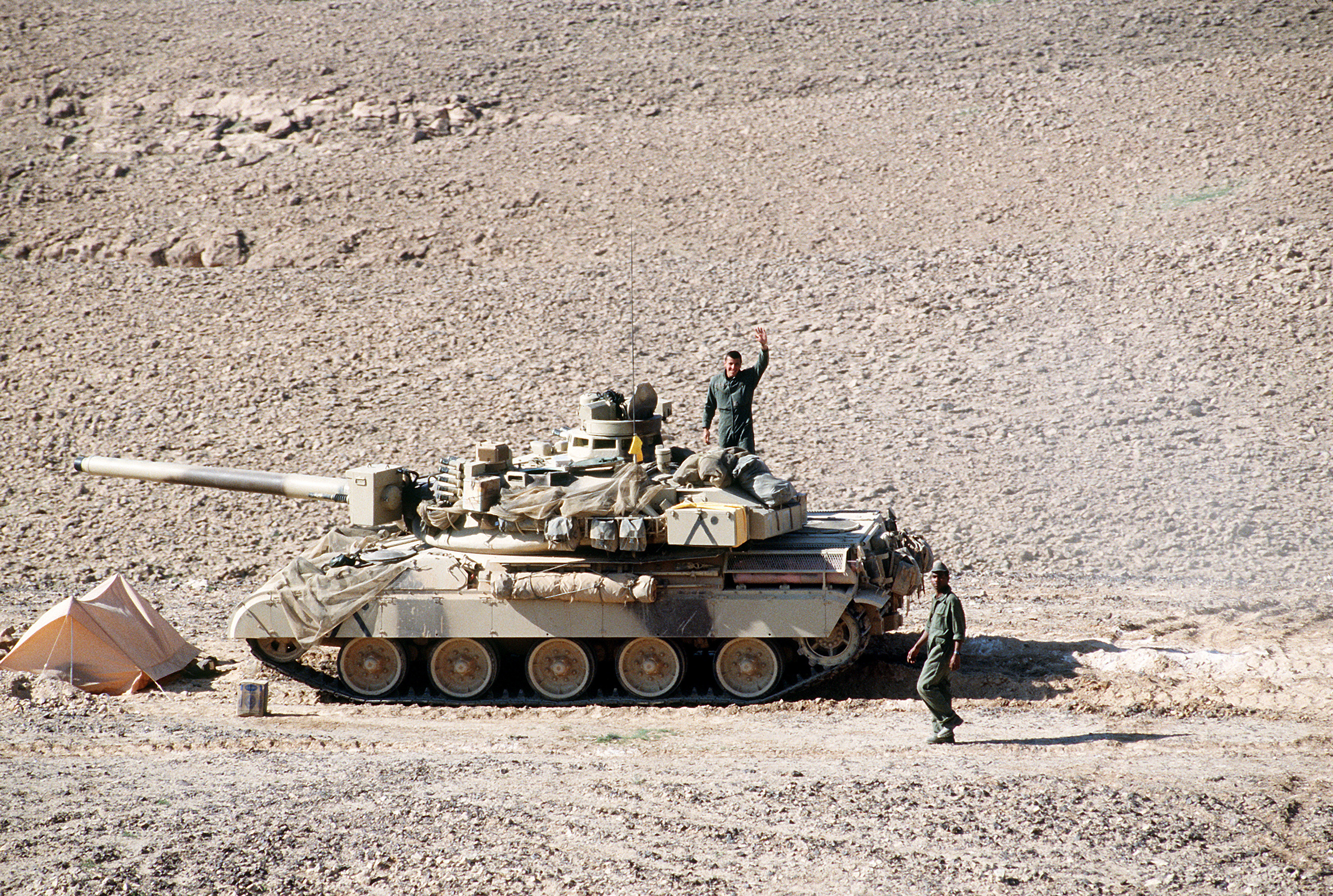
海湾战争中部署在沙特阿拉伯的法国陆军AMX-30B2

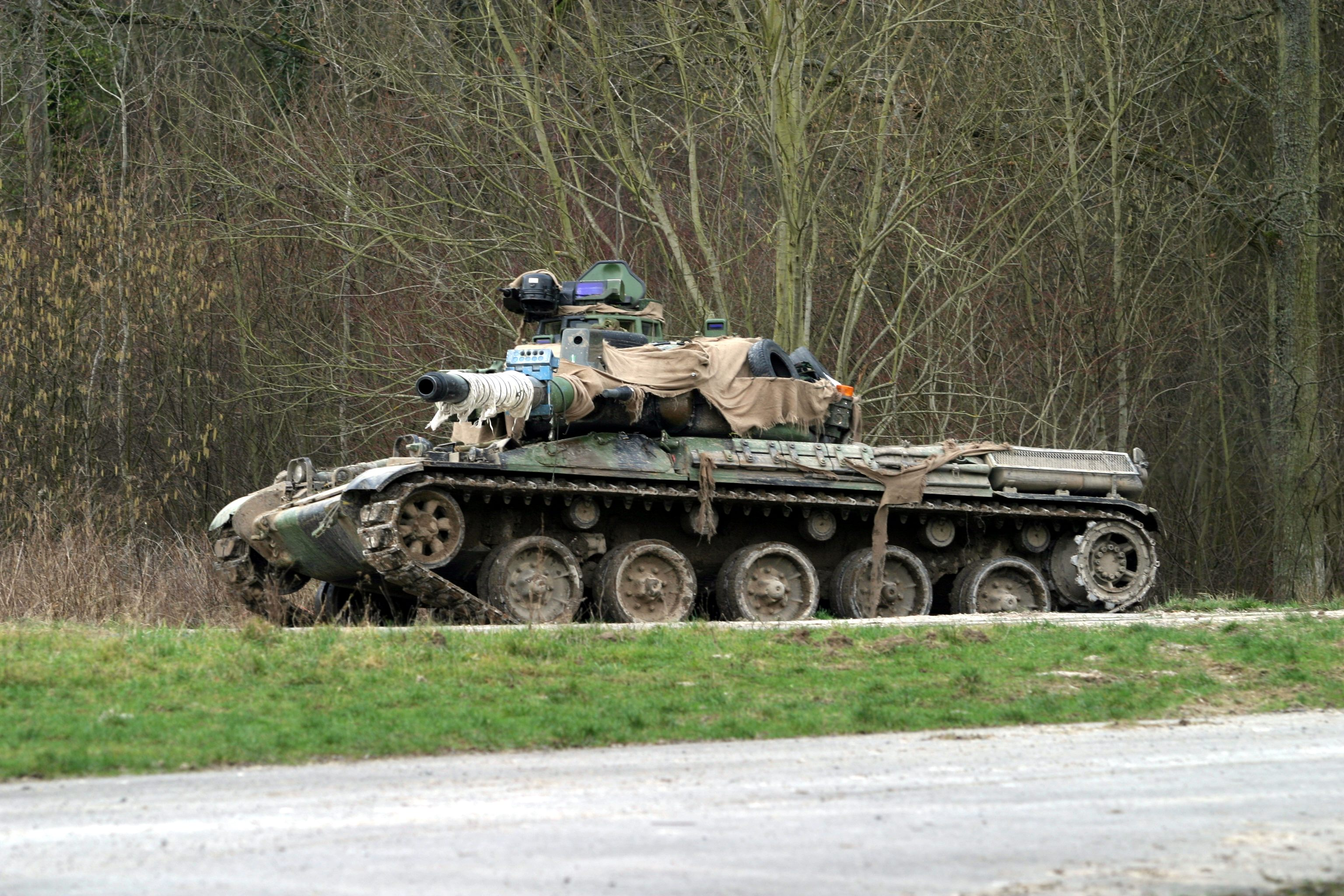
演习中扮演T-72的AMX-30

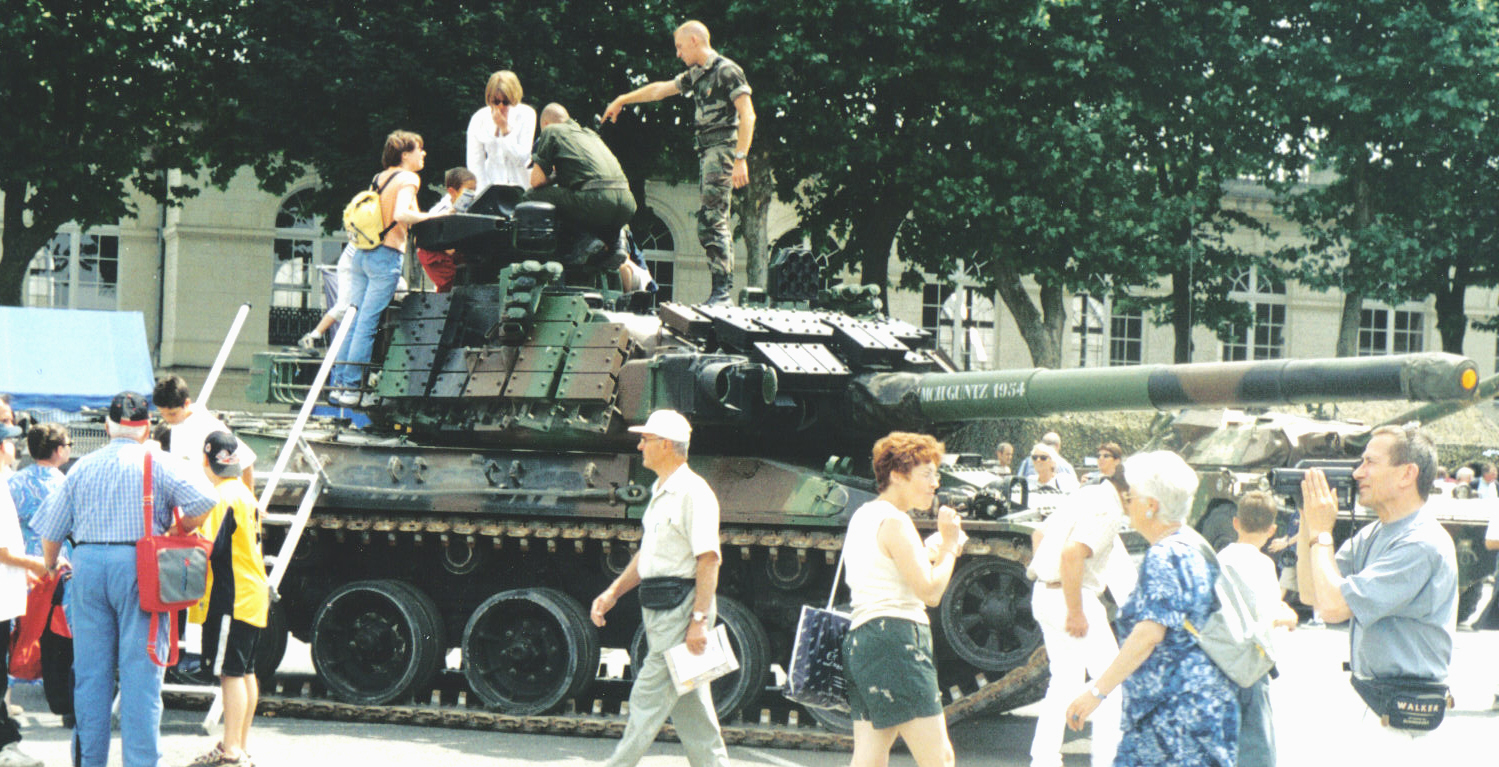
一辆AMX-30B2，注意其炮塔上悬挂的反应装甲

在生产过程中，AMX-30进行了很多改进，包括在1971年安装的火炮稳定器，1972年将同轴重机枪更换为20毫米口徑的机炮，其俯仰角为-8°~40°，使其能够射击低飞的直升机和飞机，相較於同時期的坦克都使用7.62毫米口徑機槍作為同軸武器，配備機炮的AMX-30明顯具有強大的近程火力。所有法国陆军所属AMX-30均以此标准进行了升级；型号仍保留AMX-30B。
早在1973年，雖然AMX-30的量產只開始仅仅七年，法国人便开始研究这型坦克的改良方案。这一项目最终成为AMX-30升级（法語：AMX 30 Valorisé）计划。1979年6月，法国陆军决定继续生产并改造现有的AMX-30，使其配备改良型火控系统以及新的传动装置，该型号被命名为AMX-30B2，第一辆改良型号坦克于1982年1月服役。改进计划包括对M-508柯达克（COTAC）火控系统的改进：安装激光测距仪以及微光电视监视器（LLTV）。火力方面则引入新型尾翼稳定脱壳穿甲弹（APFSDS）增強打擊坦克所需的穿甲能力。发动机也进行了改进，命名为HS-110.2，功率680匹馬力（510千瓦特）。失败的传动装置更换为新式的液力变矩器的ENC-200半自动传动装置。悬挂装置通过使用新型扭杆和加大了承重轮垂直偏转的减震器来改进，从而提高了坦克的越野机动能力。1998年开始，法国陆军开始将其剩余的AMX-30坦克和衍生型号的引擎更换为雷诺E9 750马力柴油发动机。
90年代，法国为AMX-30B2开发了一套外掛式反应装甲，命名为布伦努斯，但是只装备了两个坦克团，法国快速反应部队第一/二团（法語：1er/ 2e Chasseurs），这两个团在平时为一个团；另两个使用AMX-30坦克的团，第二/五龙骑兵团（法語：2e/5e Dragons），仅为应对紧急状况对坦克进行了简单升级。布伦努斯系统由112块法国地面武器工业BS（法語：Brique de Surblindage）G2爆炸式反應裝甲組成，总重1.7公噸，對成型裝藥彈頭攻擊的防護力約相當於400毫米均质钢。
最近，AMX-30也被用于测试隐身技术的载车，包括风冷车体表面和视觉伪装的使用。原型车被称为“隐形验证车雪尼尔”（法語：Démonstrateur Furtif à Chenille）。它的车体和炮塔被雷达吸收材料制倾斜平面包裹起来。

## 与同时代坦克的比较
|                      | M60A3 巴顿             | 豹I                    | AMX-30                 | T-55                   | T-62                   | 酋长式                 |
| -------------------- | ---------------------- | ---------------------- | ---------------------- | ---------------------- | ---------------------- | ---------------------- |
| 重量                 | 55.6吨                 | 42.2吨                 | 36吨                   | 36吨                   | 38吨                   | 56吨                   |
| 主炮                 | 105毫米 L7A3 线膛炮    | 105毫米 L7A3 线膛炮    | 105毫米 L/56 F1 线膛炮 | 100毫米 D-10T2S 线膛炮 | 115毫米 U-5T 滑膛炮    | 120毫米 L11A5 线膛炮   |
| 弹药                 | 63发                   | 55发                   | 50发                   | 43发                   | 40发                   | 62发                   |
| 公路最大行程（内油） | 480千米                | 600千米                | 600千米                | 500千米                | 450千米                | 500千米                |
| 引擎功率             | 750匹馬力（560千瓦特） | 830匹馬力（620千瓦特） | 680匹馬力（510千瓦特） | 580匹馬力（430千瓦特） | 580匹馬力（430千瓦特） | 750匹馬力（560千瓦特） |
| 公路最大速度         | 50公里/小时            | 62公里/小时            | 65公里/小时            | 50公里/小时            | 50公里/小时            | 48公里/小时            |
| 炮塔正面装甲         | 254毫米                | 60毫米（圆形）         | 80.8毫米               | 203毫米                | 242毫米                | 195毫米（62°）         |
| 首上装甲             | 266.7毫米 LOS          | 70毫米（60°）          | 79毫米 (68°)           | 97毫米（58°）          | 102毫米（60°）         | 172毫米（72°）         |

## 生产
AMX-30在罗阿讷工厂（法語：Atelier de Construction de Roanne）生产。这間軍工廠始建于第一次世界大战，当时它为法军提供火炮炮弹，1951年工厂开始生产装甲战斗车辆。在生产AMX-30之前它已经生产了1,900辆AMX-13及其衍生型号。罗阿讷工厂负责总装，而各个部分则由不同工厂生产：利摩日工厂（法語：Atelier de Construction de Limoges）生产动力装置，卢瓦尔冶金锻造厂（法語：Ateliers et Forges de la Loire）生产全车装甲，塔布工厂（法語：Atelier de Construction de Tarbes）生产炮塔，布尔日工厂（法語：Atelier de Construction de Bourges）生产主炮，圣-艾蒂安兵工厂（法語：Manufacture d'Armes de Saint-Étienne）生产机枪以及皮托工厂（法語：Atelier de Construction de Puteaux）生产光学设备；生产这些再次使用了许多分包商。后来经过国家指导的一系列企业兼并，这些公司大多数最终并入法国地面武器工业集团（GIAT）。
最初，法国陆军订购了300辆AMX-30坦克，1971年追订至900辆，被分为8批交货，包括所有同底盘的衍生型号。1966年开始，每月交付10辆AMX-30，最初的五辆于八月被交付给第501坦克团。每月交付量在新工厂投入生产后上升至15-20辆。然而，1969年4月开始生产量回落至每月10辆。到1971年约有180辆服役；1975年开始交付第一订单的最后批次。1985年AMX-30的数量上升到1,173辆。在停产前，法国接收了1,355辆AMX-30服役，包括166辆全新生产的AMX-30B2。另有493辆坦克升级为AMX-30B2；最初计划为271辆新的和820辆改装的坦克。法国陆军同样接收了一大批衍生型号，包括195辆自行榴弹炮，44辆AMX-30冥王星战术核导弹发射车，183辆AMX-30R，134辆AMX-30D以及48辆AMX-30EBG战斗工程牵引车。1989年塞浦路斯订购了最后的一批35辆新坦克，1994年法国订购最后一批衍生型号，20辆自行榴弹炮。
90年代末，法国陆军开始接受新式勒克莱尔主战坦克。第一批接装新坦克的是第501和第503坦克团，接着是第6和第12胸甲骑兵团。

## 衍生型号

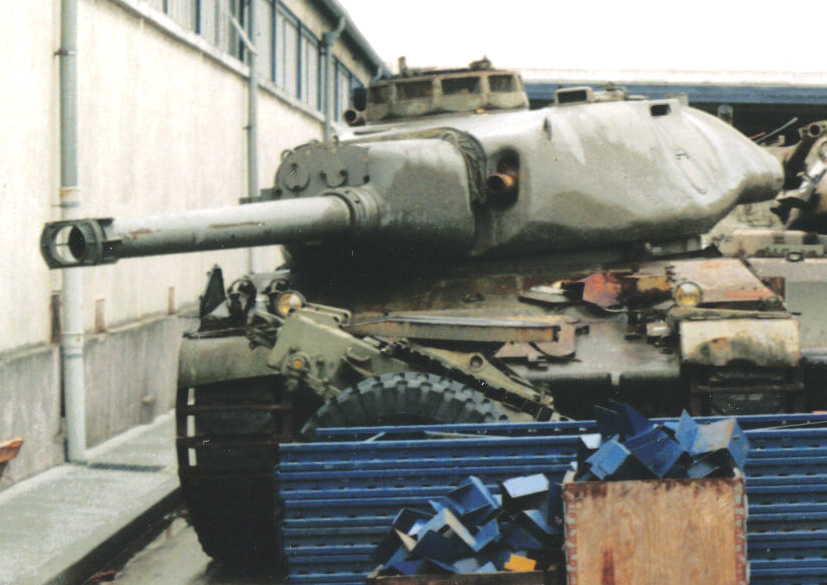
AMX-30自行反坦克炮原型

AMX-30拥有多种衍生型号。一种用于出口的简化版，没有红外探照灯、望远镜和一个不太复杂的指挥塔，被叫做“基本版AMX-30”。这个型号也没有加压空气过滤系统，并将7.62毫米机枪作为同轴机枪而将12.7毫米机枪放在炮塔顶端。另一种型号是为法国陆军设计的，采用142毫米坦克炮发射反坦克导弹和高爆弹的自行反坦克炮（法語：Anti-Char Rapide Autopropulsé, ACRA）。1967年使用新铸造炮塔的原型车下线，这种新炮塔足够容纳更大的主炮。然而，导弹高昂的价格迫使法国陆军在1972年放弃此项目。基于相同底盘的车辆还有装甲回收车、架桥车、自行高炮、战术核导弹发射车和自行榴弹炮等等。

### 裝甲回收車

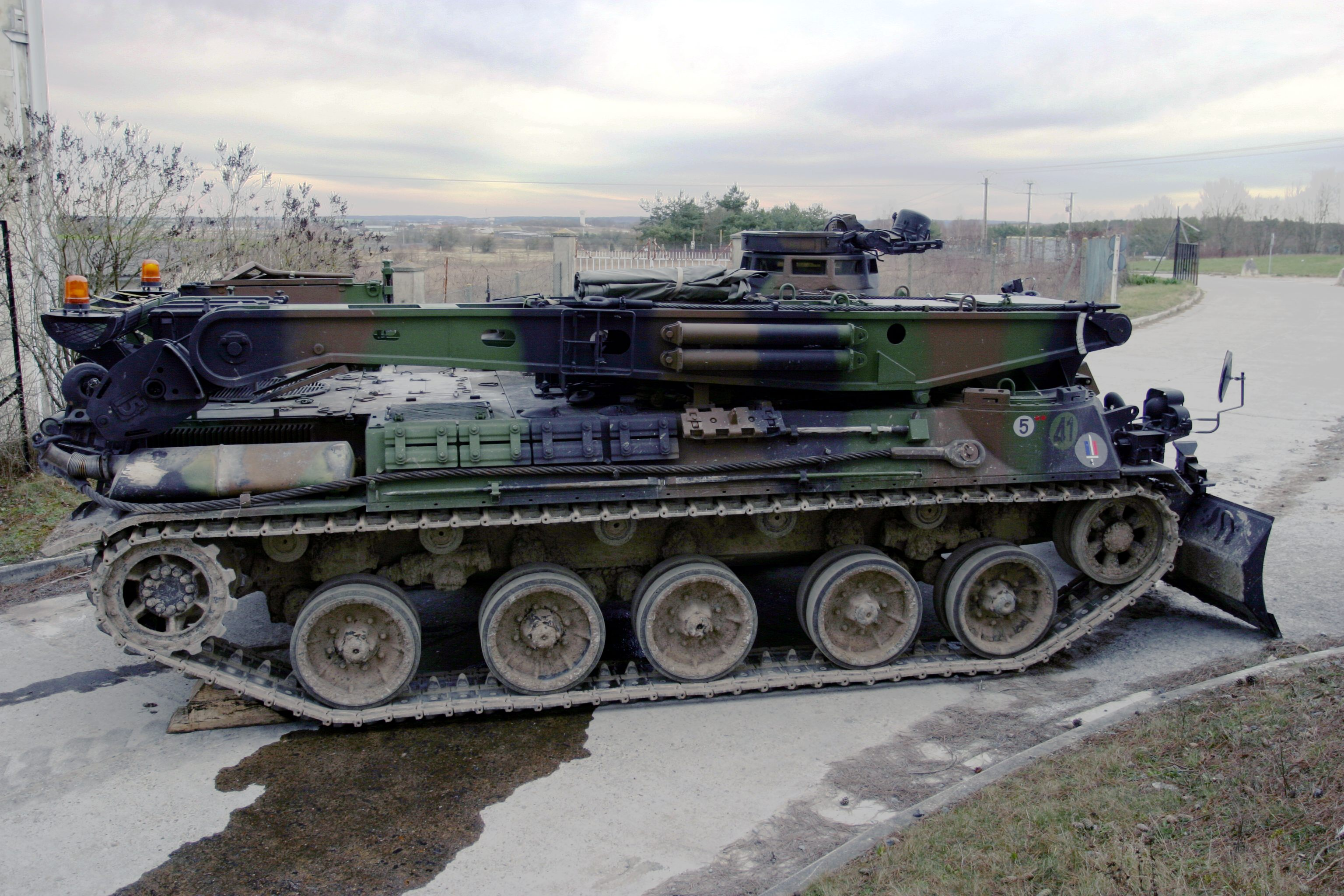
法国陆军AMX-30D装甲回收车右侧。

AMX-30D装甲回收车用于在战场上恢复或维护坦克。该车的研发工作从1966年开始，当时法国陆军决定研发一款和AMX-30坦克配套的维修车辆。1971年第一辆原型车投入实验，1973年2月第一批5辆预生产型下线。同年，法国陆军预定了100辆AMX-30D，这些车辆于1975年开始生产。装甲抢救车包括一套引擎驱动的主绞盘，最大拉力为343千牛，以及一卷80米长的重型拖缆。其拥有的辅助绞盘使用120米长拖缆，在AMX-30D正面工作时最大拉力为34.3千牛。在后者的情况下，车辆必须由其本身携带的可动支架支撑，且推土铲必须降至地面。起重机可以吊起3.29吨的动力单元和10吨的炮塔。AMX-30D没有炮塔，取而代之的是其上半部分。整车重36吨，在使用额外动力单元时可达40吨。该车可抵抗7.62毫米子弹的射击。驾驶员视野由M-223投影器辅助支持。AMX-30D公路最大速度为60千米/小时，最大公路行程为500千米。

### 架橋車
AMX-30架桥车使用AMX-30的底盘，而上部为剪式折叠桥。桥长22米，可跨越20米宽的沟壑；宽3.1米，在使用附加面板的情况下可加宽至3.95米。该桥可承载最大46吨的重量。架桥车的研发最早始于1963年，尽管直到1967年6月才开始在原型车上研发。1968年第一辆名为AMX-30H的原型车完成，但直到1971年该型车才被评估。1971年12月评估完成后，法国陆军预定首批5辆预生产型，并在1972年10月16日开始进行新一轮评估。1975年，AMX-30H完成定型，但无人购买此种车辆。

### 自走防空炮
自行高炮型号的研发始于1969，计划向法国和其他国家出售。尽管法国一辆没有订购，1975年沙特阿拉伯订购了一种改进型，AMX-30SA。这种自行高炮被设计为对付低空飞机和直升机，使用双联装希斯巴诺-苏莎30毫米831机炮，以及一套“黑眼”（法語：Oeil-noir）火控系统。该系统在AMX-13型号上便已安装，并在超重的情况下安装S401A炮塔。尽管这是在1962年开始生产的车辆，AMX-30的出现提供了更大的可以安装S401A炮塔的底盘，并且机动性更好。较重的AMX-30也为高炮提供了一个更稳定的平台，并允许系统携带更多弹药（1,200发，AMX-13型号只有600发）。高炮被设计为五连发或十五连发，连发射速650发每分钟。高炮由模拟计算机控制，可折叠式“绿眼”多普勒雷达引导。该型雷达依靠视觉跟踪，因此只能在天气状况良好的条件下运行。

### 自走榴彈炮

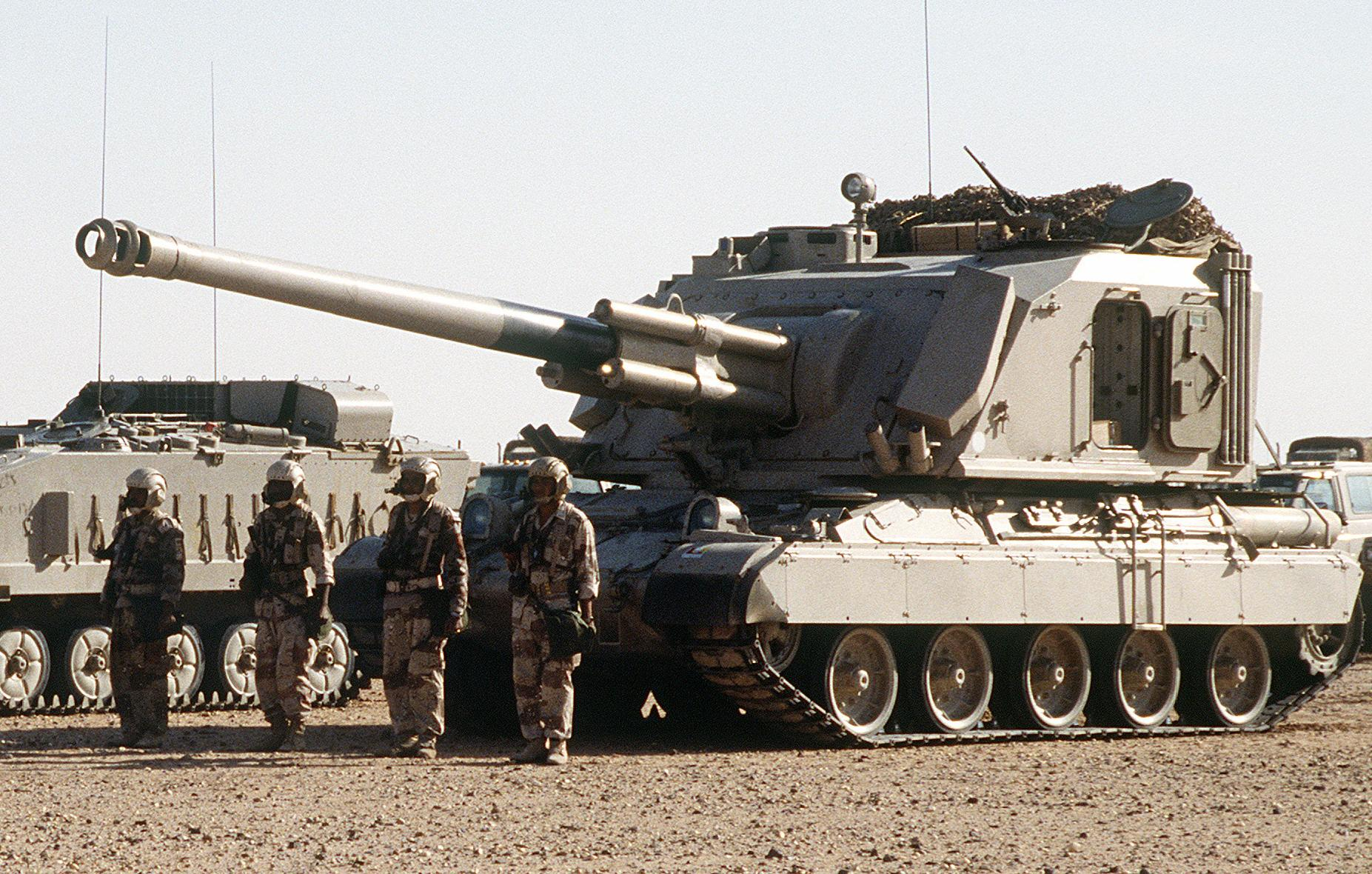
一辆服役中的沙特阿拉伯陆军GCT自行榴弹炮

GCT 155毫米自行榴弹炮为基于AMX-30底盘发展的旨在为法国陆军提供战术火炮支援的型号，法军型号AMX-30 AuF1。40倍口径155毫米榴弹炮的自动装填机使其射速大大提高，达到每分钟8发的速度，在装填LU211炮弹时最大射程可达30千米。炮塔允许火炮最大仰角为66°，并可360度旋转。该车携带52发榴弹及燃烧弹。设计一款自行榴弹炮的想法最早源于1969年，1972年完成第一辆原型车。至1979年已完成7辆原型车及6辆预生产型，随后生产了110辆。最终订购数为190辆。

### 冥王星地對地導彈發射車

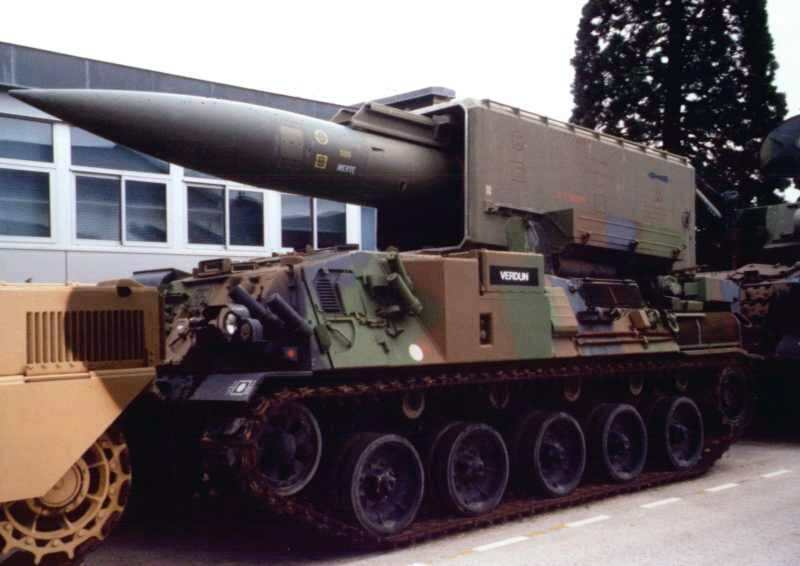
AMX-30冥王星战术核导弹发射车

考虑到战术核导弹机动发射平台的需求，法国陆军在1963年开始研制冥王星导弹。1964年，项目被暂停，法国陆军转而寻求一个射程更远，能够安装在AMX-30上的导弹。1968年签订了一份开发系统的合同。第一辆原型车很快交付，并在1970年7月和8月之间开始测试，紧接着，1971年第二辆原型车也完成，1972年又生产了两辆原型车。1971年5月1日该型车投入大规模量产，并交付第三炮兵团4辆。导弹重2.4吨，长7.6米，使用简易惯性制导系统和固体燃料火箭推进。冥王星最大射程为120千米。冷戰結束後，冥王星導彈已於1993年除役。

### 羅蘭防空導彈發射車

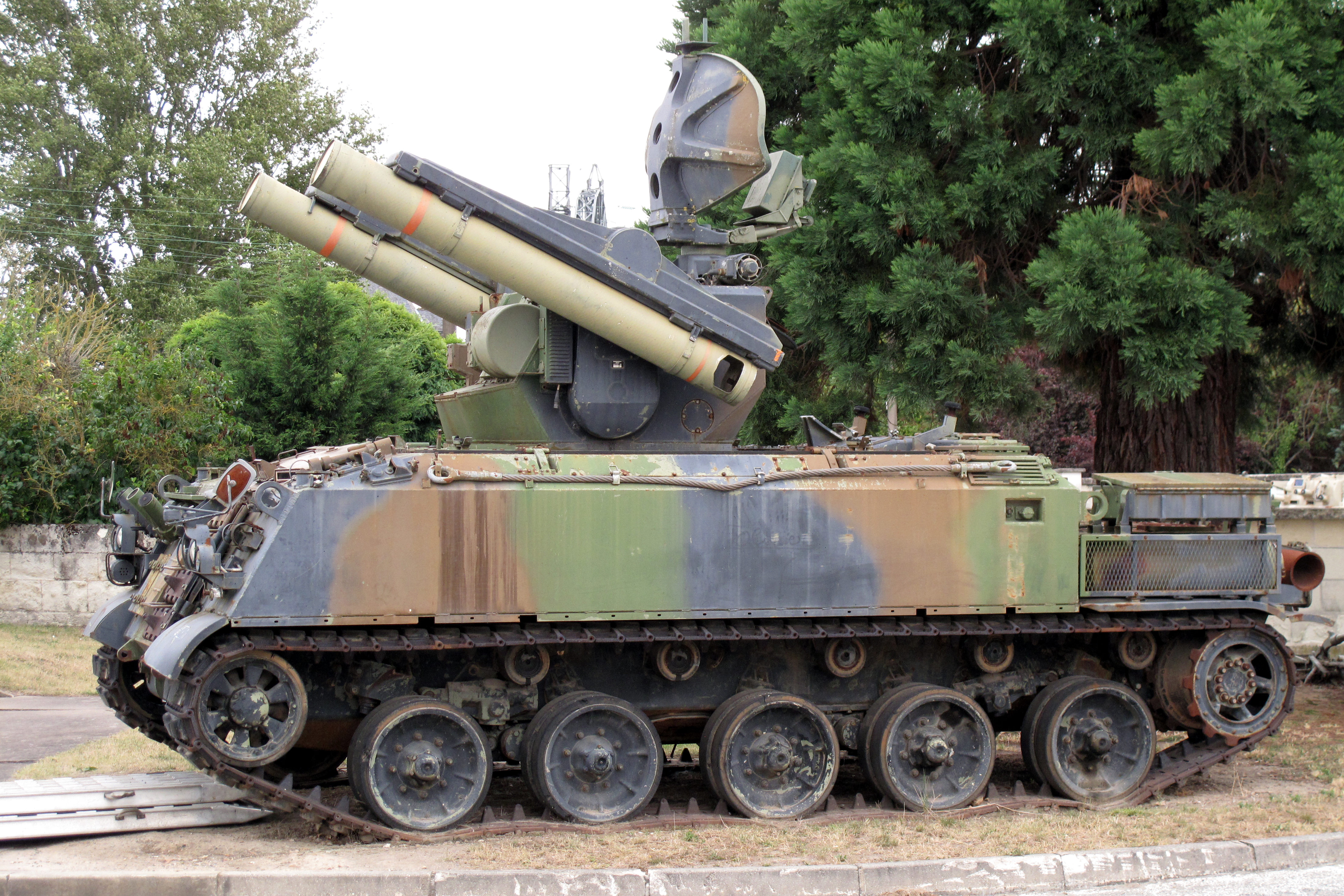
AMX-30R羅蘭飛彈发射车左侧。

AMX-30R羅蘭飛彈发射系统，其研发始于1974年。1977年5辆预生产型完成并用于评估，同年提交了183辆的订单。罗兰包括一个方形上部结构，比AMX-30D和冥王星都要高，这种结构包含了雷达系统和两具发射筒以及一个自动装填系统。罗兰雷达探测距离为16公里。

### 響尾蛇防空導彈發射車
AMX-30SA，1975年为沙特阿拉伯开发，用以发射響尾蛇防空导弹，導彈及雷達配備由湯姆森無線電制造，這款发射车共有六個導彈發射筒，比發射羅蘭導彈的AMX-30R要重。

### AMX-32

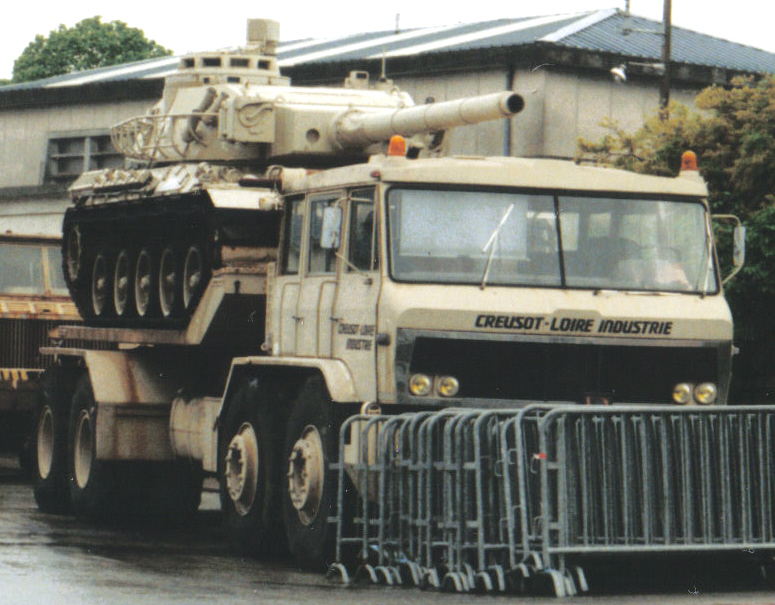
在拖架上停放的AMX-32

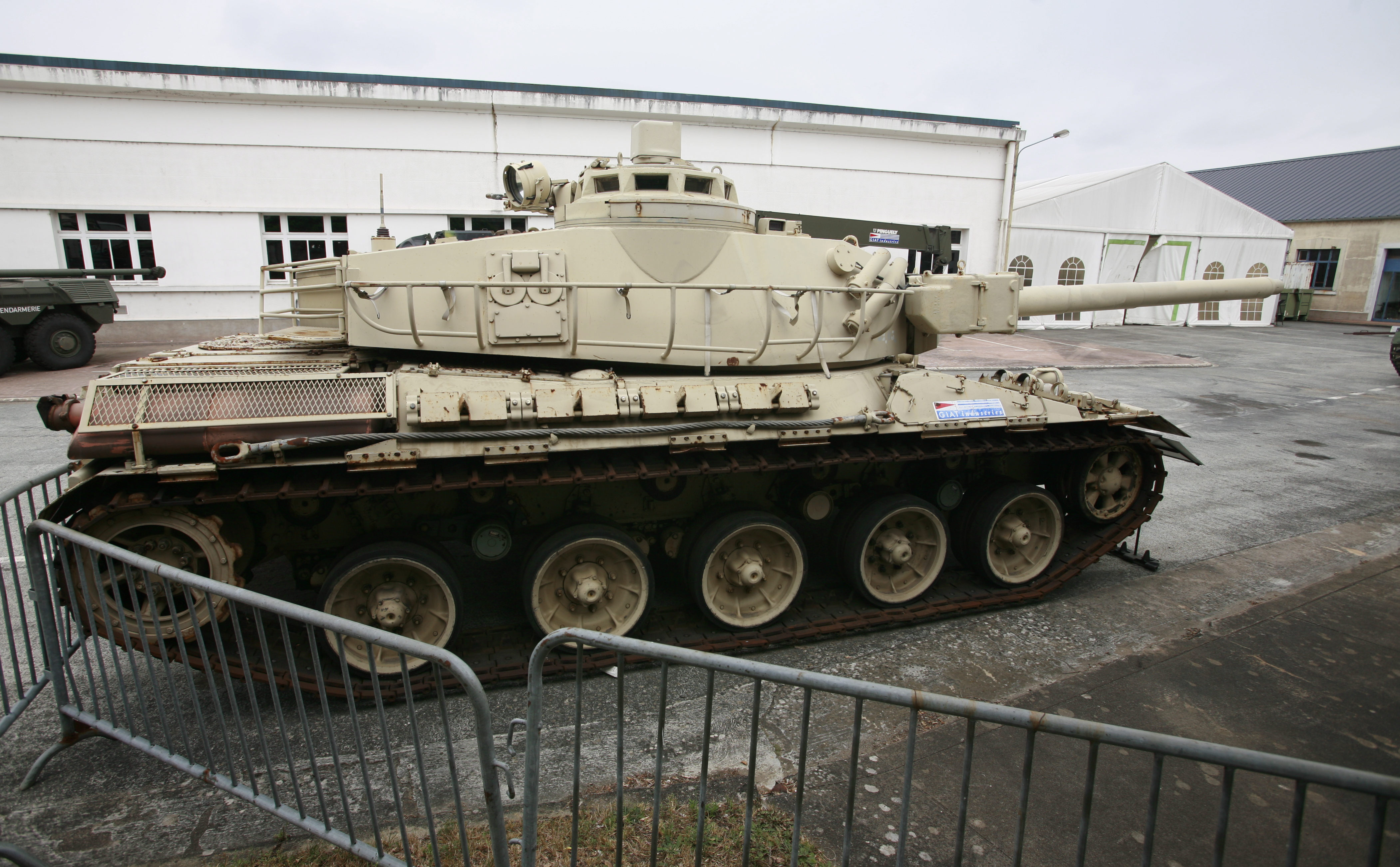
在博物館展示的AMX-32

由AMX-30改良供外銷的AMX-32，在1979年6月推出首輛原型車。最初是作為AMX-30B2的改良選項，針對AMX-30薄弱的裝甲防護，此改良型參考了西德豹1A3和A4採用方案，利用間隙裝甲加強炮塔的防護力，使AMX-32遭受高爆反坦克彈頭攻擊時，其生存機會比只有傳統鑄造炮塔的AMX-30為高。该型号同时配备了同轴20毫米机炮以及7.62毫米高射机枪。然而此時像美國M1和西德豹二等新一代先進坦克已開始量產，配備125毫米口徑炮的蘇聯T-72也開始大量外銷，價格較AMX-30昂貴的AMX-32已相形落後，所以沒有國家採購此款AMX-30的改良版坦克。

## 出口狀況

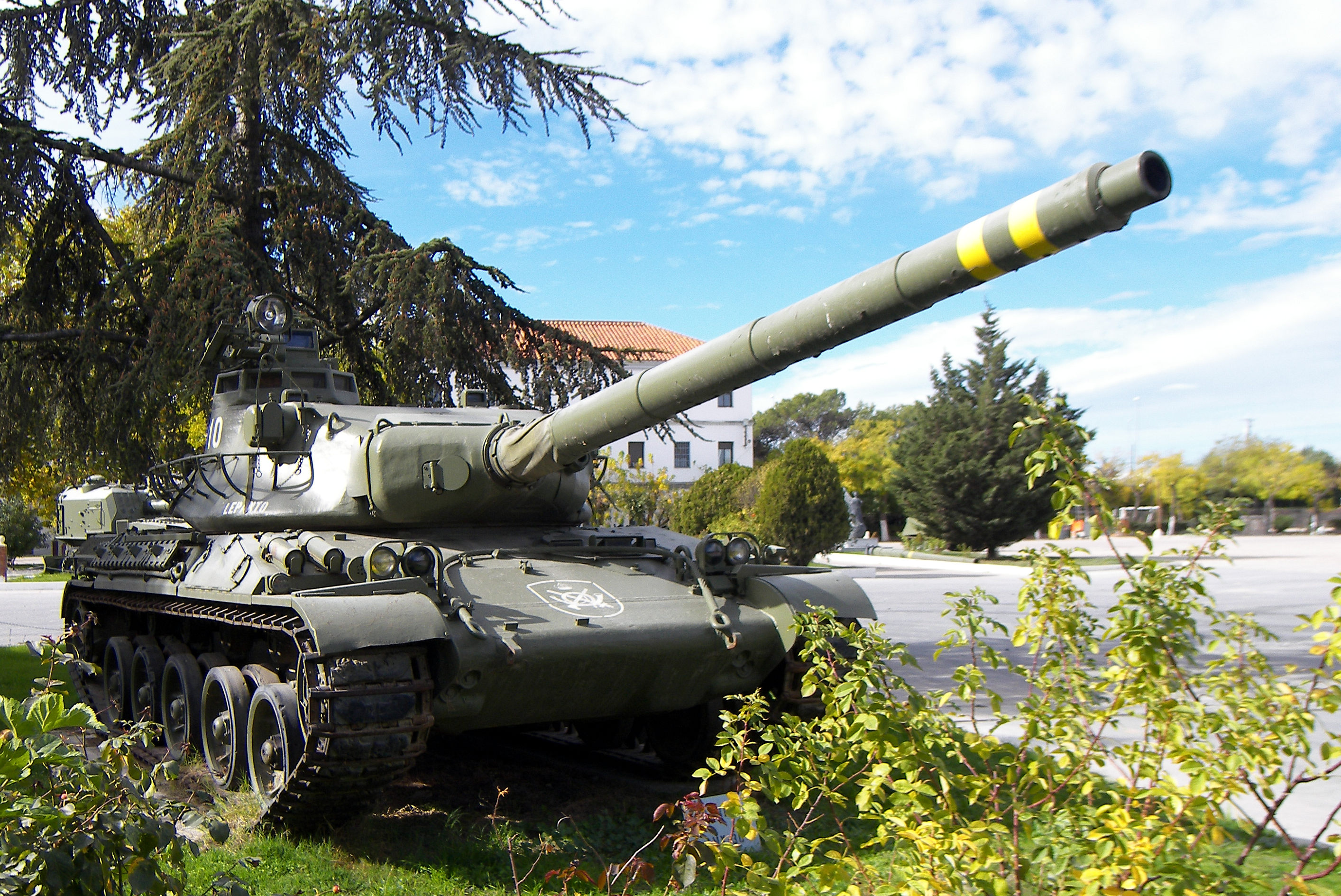
西班牙艾尔-格鲁索装甲车博物馆内的西班牙陸軍AMX-30E主力戰車。

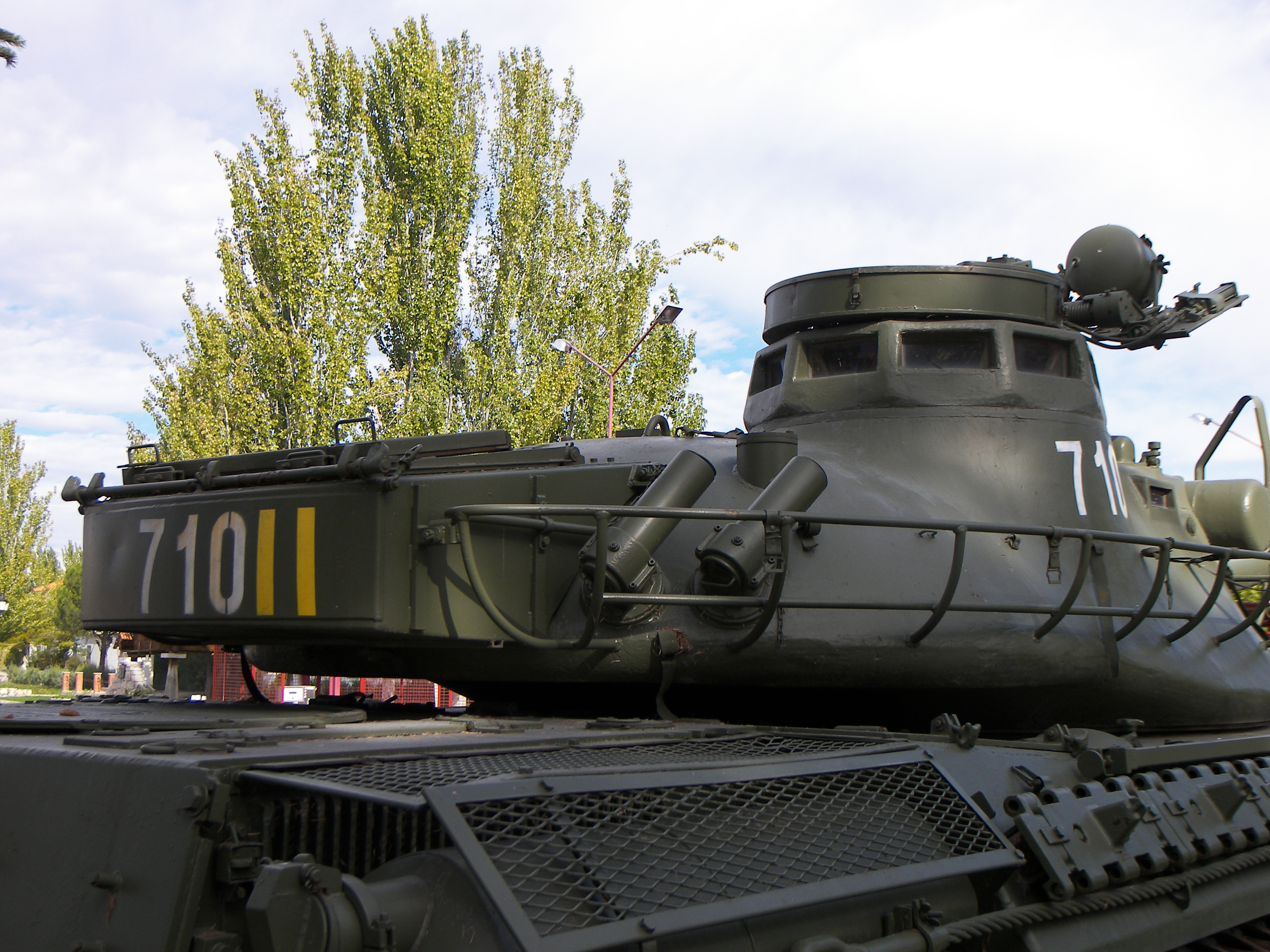
AMX-30炮塔上的置物架

雖然AMX-30和豹一型都為了有較佳的機動力，皆傾向壓低車重，但AMX-30為提升機動力而犧牲的防護力，被認為比豹一型走得更為極端，即使是最易被敵火擊中的炮塔正面，其裝甲都被質疑是過於薄弱，北約成員國對此型坦克的評價亦不高，没有获得FINABEL成員比利时和荷兰的訂單，荷兰人甚至没有测试AMX-30，比利时則要求參與AMX-30的生產才會下單，但法国拒絕要求，最终比荷兩國选择豹一型坦克，丹麥及挪威也跟著採購豹一型，在與西德豹一型的外銷競爭中，形成買不到豹一型的國家才購買AMX-30。
AMX-30雖然在歐洲市場未受青睞，但在歐洲以外的市場，因為西德拒絕出口武器到戰火連連的中東地區，出口競敵豹一型無法威脅AMX-30的外銷，美國則因為支持以色列而限制對阿拉伯國家售武，蘇聯也將最新最好的武器留為己用，只將次等的武器外銷，所以法國便將渴望採購新型武器的中東國家作為出口對象並取得成功。AMX-30及其衍生型号的总产量为3,571辆，法国自用的AMX-30在21世紀初下降至250辆AMX-30B2，並最終由雷克勒坦克全面取代。

### 歐洲
1967年，希腊军政府决定进口190辆AMX-30和14辆AMX-30D，这是法国坦克的第一次出口交易，希臘曾經考慮西德的豹一型，但因為當時希臘與土耳其在塞浦路斯主權問題及愛琴海水域所屬問題關係緊張，西德為避免兩國使用其出售的武器開戰，當時沒有向兩國出售坦克，雖然希臘與土耳其最後亦購得豹一型坦克，但已經是1980年代的事情。
西班牙在1960年代初的地面裝甲部隊以美國M47巴頓戰車為主力，當時西班牙除了繼續申購M48巴頓戰車，也對更新型的M60巴頓戰車產生高度興趣，但美國在伊夫尼戰爭期間不許西班牙使用美製戰車作戰，西班牙便產生購買法國AMX-30和西德豹一型的念頭。因為當時的西班牙仍是由法西斯主義者弗朗西斯科·佛朗哥獨裁統治，二戰後包括西德在內的歐洲多國都與其保持距離，英国也不同意向法西斯政权轉讓L7戰車砲，而當時歐美的主力戰車大部分都採用L7戰車砲。在種種限制下，西班牙选择了法國的AMX-30，法國允許西班牙在境內生产及提供技轉。西班牙于1970年订购了19辆坦克，并在随后同意在西班牙生产另外180辆。1979年，西班牙开始生产AMX-30第二批100辆，最终交付给西班牙陆军299辆；这些坦克被命名为AMX-30E。西班牙也生产了10辆AMX-30D和18辆AMX-30R。1979年，在AMX-30E仍在生产时，西班牙陆军已经在研究为提升坦克机动性而做的现代化升级项目。1987年，西班牙陆军开始了长达六年的150辆AMX-30EM2以及149两AMX-30EM1标准现代化升级项目。前者是一个相对完整的升级，包括换装新引擎和变速箱，以及新型动能弹的使用和为炮手安装更复杂而精准的火控系统。AMX-30EM1则是一个“重建”项目，包括换装改进型传动系统，修复车辆损耗的部分比如刹车片、减震器等等。这些重建过的AMX-30很快就被美国在1990年代初移交的M60巴顿所替代。而其AMX-30E2则在之后被半人马装甲车反坦克装甲车所取代。
1982年，塞浦路斯购买了16辆AMX-30B2以及1辆AMX-30D，之后又订购了36辆AMX-30B2。2005年塞浦路斯共拥有102辆AMX-30，當中包括從希臘購入的二手車，以及52辆AMX-30B2。波黑在《岱頓協定》落實後，在1997年獲阿聯酋捐贈50辆剛除役的AMX-30。

### 中東地區
以色列在1964年12月决定自行生产主战坦克，起初考虑通过许可证生产AMX-30的车体，而炮塔则从法国进口。由于比起机动性，以色列人更注重装甲，當英國在1966年允许以色列按许可证生产酋长式战车后，以色列·陶少将便決定中止与法国的谈判，但不久英國就因為遭到阿拉伯國家集體抵制，撤銷技轉予以色列生產酋长式的計劃，以色列惟有踏上自行開發梅卡瓦主力戰車的路途。
1972年，法国得到了沙特阿拉伯190辆AMX-30S的订单，这型坦克专为中东地区国家的沙漠气候设计。沙特的坦克在1973至1979年交付，另有59辆AMX-30D在1975至1979年间出口，12辆AMX-30P在1977至1979年间出口，最终有51辆自行火炮在1979至1980年间交付。在1979至1981年间，沙特阿拉伯接收了52辆AMX-30SA，1980至1989年的另两批50辆AMX-30C1。到21世纪初，沙特阿拉伯的AMX-30车队有一半被封存，因这些坦克无法应对威胁，包括伊拉克的T-62和T-72以及以色列的梅卡瓦坦克。这些坦克大部分在1989年被315辆M1A2艾布拉姆斯坦克和美国移交的450辆M60A3替代。尽管沙特阿拉伯希望從美國进口更多M1坦克，但由于财政原因而作罢。
1977年，卡塔爾签署協議從法國購入24辆AMX-30，1987年卡塔尔又购买30辆AMX-30B2。卡塔爾已從德國購入豹2A7坦克取代AMX-30。
阿拉伯联合酋长国在1977年订购了64辆坦克以及1辆装甲回收车装备一个装甲旅。阿聯酋在1994年向法國購買388輛雷克勒坦克取代AMX-30。
伊拉克在兩伊戰爭期間，為拉攏法國協助研發核武，在1981年購入5輛AMX-30D，另於1983年至1985年間引入82輛AMX AuF1自走炮，但波斯灣戰爭後已所剩無幾，在伊拉克戰爭後已全部被毀及棄用。

### 南美洲
委内瑞拉在1972年订购了142辆坦克，之后订单缩减到82辆AMX-30D。在80年代中期，委内瑞拉对AMX-30进行了现代化升级计划，包括更换为大陆公司908匹馬力（677千瓦特）AVDS-1790-5A柴油发动机，并将传动装置更换为埃里森CD-850-6A。委内瑞拉的AMX-30更换了新的油箱，使得最大公路行程达到720公里，火力方面则更换为现代化“兰扎多特”马克I型火控系统和以色列航空工业公司下属埃尔比特系统的弹道计算机。由于智利和阿根廷的政治原因，前者订购了46辆坦克，后来因法国政府取消导致订单减少到21辆。

## 战斗经历

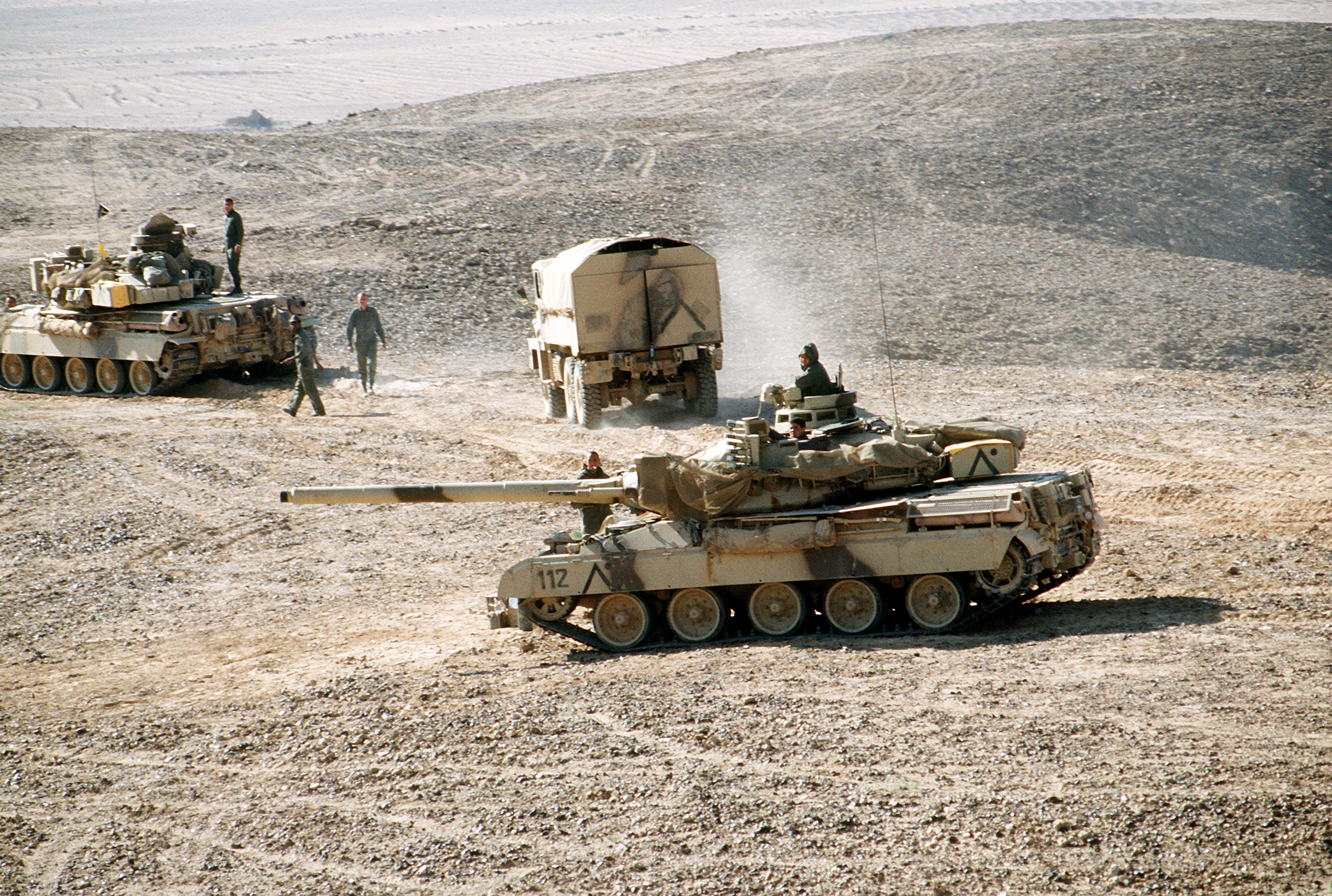
阿尔-萨尔曼的两辆法国陆军AMX-30

卡塔尔的AMX-30参与了海湾战争中卡夫奇战役。1991年1月30日，他们在卡夫奇与趁夜占领该城的伊拉克军队进行了遭遇战。在战斗中，卡塔尔的AMX-30击毁3辆伊拉克T-55并俘虏了4辆。自身也有至少1辆AMX-30在战斗中被击毁。

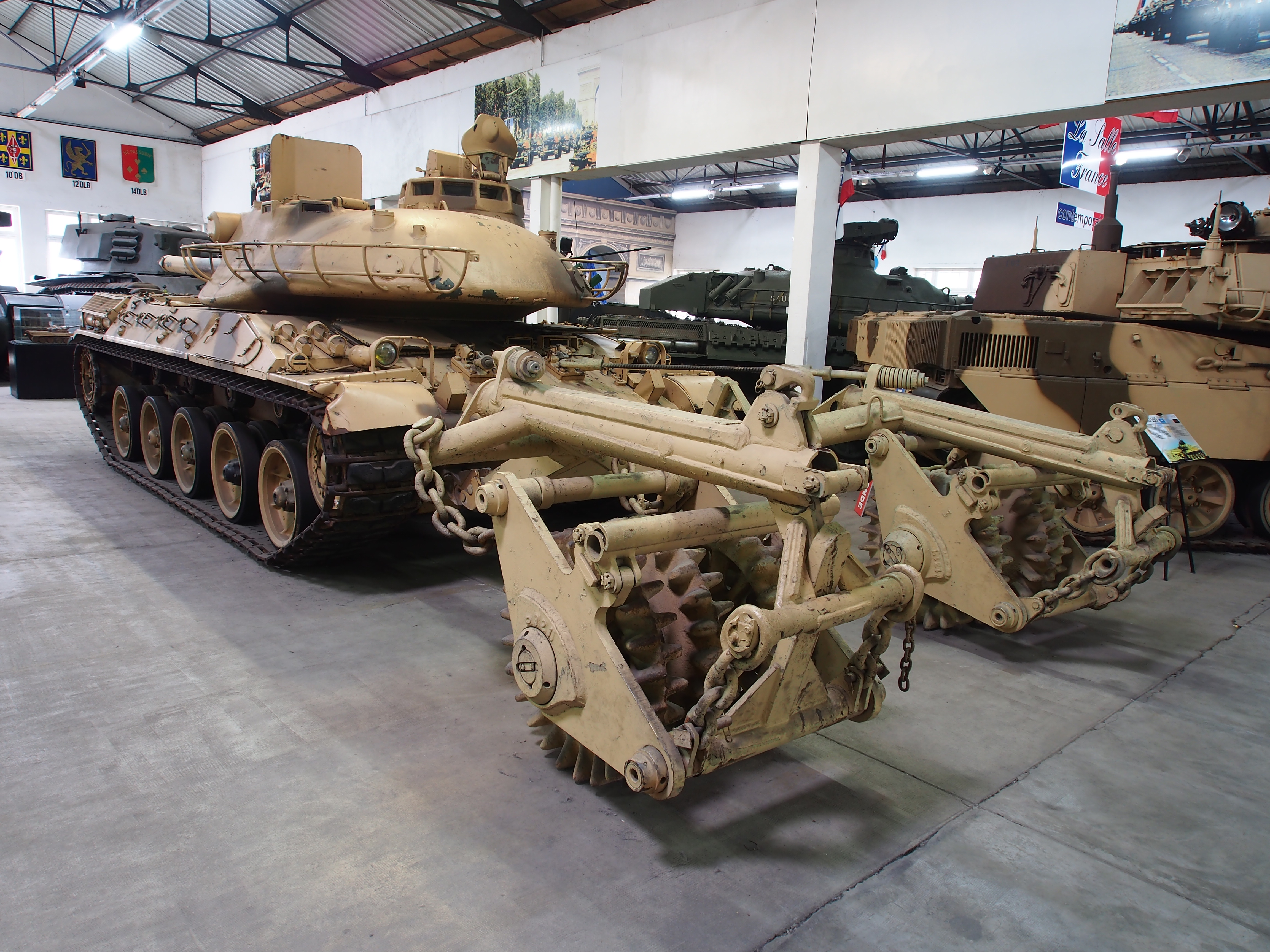
六辆AMX-30扫雷坦克中的一辆

法国也参与了海湾战争，第六轻装甲旅（法語：6e Division Légère Blindée）被部署到伊拉克，代号“幼鹿行動”。其多数装甲车为骑兵侦察团的AMX-10RC，但是重装甲部队第四龙骑团（法語：4e Régiment de Dragons）也部署了44辆AMX-30B2。理论上一个团拥有13辆坦克三个方阵，包括一辆指挥车和六辆后备车，而不是当时的52辆。同时有6辆AMX-30B部署，装备德国从东德继承的苏联扫雷滚轮装置。这些车辆均由非征召入伍的专业车组操控。幼鹿分队位于联军西部，以保护美国第18空降军的左翼。这种配置给了法国指挥官更大的自主权，同时也减少遭遇伊拉克T-72的可能性，T-72的性能比AMX-10RC和AMX-30B2都要好。随着1991年12月24日地面进攻的开始，法国军队开始攻击它的第一个目标：伊拉克第45步兵旅分队防守的“罗尚波目标”。小羚羊直升机发起突袭为第四龙骑团的进攻开辟通路。在联军轰炸导致士气低落之后，伊拉克守军迅速投降。接下来的几天，第四龙骑团前往他们下一个目标：“尚博尔”，在那里他们在美国空军A-10的帮助下摧毁了10辆坦克，3辆步兵战车，15辆卡车和5门迫击炮，并抓获不少犯人。最后的目标是阿尔-萨尔曼空军基地（“白色行动”），在第四龙骑团从南方发起进攻后于18：15被占领。 AMX-30总共发射了270发主炮炮弹。

## 现役國家
- 32辆（由 阿联酋供給）
- 賽普勒斯 52辆
- 30辆
- 沙烏地阿拉伯 320辆
- 突尼西亞 20辆AMX-30B2（购自 沙烏地阿拉伯）
- 委內瑞拉 80辆升级自AMX-30B的AMX-30V2及4辆AMX-30D
- 奈及利亞 16辆[135]

## 退役国家
- 法國
- 希腊
- 西班牙
- 智利
- 阿联酋
- 伊拉克

## 資料來源
脚注
1. ↑  Foss (2006), p. 30
2. 1 2 3 4  Ogorkiewicz, p. 2
3. ↑  de Mazarrasa (1990), p. 7
4. ↑  de Mazarrasa (1990), pp. 7–8
5. 1 2 3  de Mazarrasa (1990), p. 8
6. ↑  Miller, pp. 84–85
7. 1 2 3  Jeudy, p. 215
8. ↑  Ogorkiewicz, pp. 2–3
9. 1 2 3  Ogorkiewicz, p. 3
10. ↑  de Mazarrasa (1990), pp. 8–9
11. ↑  这些坦克在1954-1956年间交付； Zaloga (1999), p. 13
12. 1 2 3  Miller, p. 85
13. 1 2 3 4  Jeudy, p. 252
14. ↑  Spielberger, p. 113
15. 1 2 3 4 5 6 7 8  Jeudy, p. 253
16. ↑  Spielberger, p. 124
17. 1 2 3  Caiti, p. 33
18. ↑  Ogorkiewicz, pp. 3–5
19. ↑  Hilmes, pp. 16–17
20. ↑  Mercillon, p. 38
21. ↑  de Mazarrasa (1990), p. 9
22. ↑  Foss (1986), p. 21
23. 1 2 3 4  Jeudy, p. 254
24. 1 2  Ogorkiewicz, p. 5
25. ↑  Jerchel, p. 3
26. ↑  Jerchel, pp. 3–4
27. 1 2  Jerchel, p. 4
28. 1 2 3 4  Spielberger, p. 128
29. ↑  Jerchel, p. 6
30. ↑  Jerchel, p. 7
31. ↑  Spielberger, p. 117
32. ↑  Hilmes, p. 17
33. ↑  Simpkin, p. 139
34. 1 2 3  Ogorkiewicz, p. 6
35. 1 2  Jeudy, p. 255
36. ↑  Crow, p. 140
37. 1 2 3 4  Ogorkiewicz, p. 8
38. 1 2  Foss (1976), p. 14
39. ↑  de Mazarrasa (1990), p. 28
40. 1 2 3  Foss (1986), p. 28
41. ↑  Miller, p. 88; de Mazarrasa (1990), p. 28
42. ↑  de Mazarrasa (1990), pp. 21–22
43. ↑  Ferrari, p. 87
44. 1 2 3  Caiti, p. 34
45. ↑  de Mazarrasa (1990), p. 23
46. 1 2  de Mazarrasa (1990), p. 22
47. ↑  de Mazarrasa (1990), p. 24
48. ↑  Ogorkiewicz, p. 9
49. ↑  de Mazarrasa (1990), p. 26
50. ↑  de Mazarrasa (1990), p. 27
51. ↑  Ogorkiewicz, p. 10
52. ↑  Ogorkiewicz, pp. 9–10
53. ↑  Jeudy, p. 257
54. ↑  Crow, p. 141
55. 1 2  Jeudy, p. 256
56. ↑  de Mazarrasa (1990), p. 71
57. 1 2  Caiti, p. 37
58. 1 2  Miller, p. 89
59. ↑  Foss (1986), p. 24
60. ↑  Bishop, p. 220
61. ↑  de Mazarrasa (1990), p. 72
62. ↑  Simpkin, p. 106
63. 1 2 3 4  Foss (2005), p. 30
64. ↑  Jeudy, p. 265
65. ↑  Foss (2003), p. 429
66. ↑  Berthemy, p. 18
67. ↑  Berthemy, p. 17
68. ↑  Biass & Richardson, p. 62
69. ↑  Lathrop & McDonald, p. 28
70. ↑  Jerchel, p. 28
71. ↑  Ogorkiewicz, p. 20
72. ↑  Zaloga (2004), p. 29
73. ↑  Zaloga (1979), p. 20
74. ↑  Gelbart, p. 21
75. 1 2  Foss (1986), p. 40
76. 1 2  Foss (1986), p. 94
77. 1 2  Foss (1986), p. 87
78. ↑  Foss (1986), p. 138
79. 1 2  Ogorkiewicz, p. 14
80. 1 2  de Mazarrasa (1990), p. 47
81. ↑  Senger und Etterlin, p. 125
82. ↑  Foss (1986), p. 167
83. ↑  Miller, p. 8
84. ↑  Jeudy, p. 261
85. ↑  de Mazarrasa (1990), pp. 47–48
86. ↑  Foss (2005), p. 27
87. ↑  Moncure, p. 38
88. ↑  Moncure, p. 39
89. ↑  Foss (1976), p. 16
90. ↑  Jeudy, p. 260
91. ↑  Ogorkiewicz, pp. 14–16
92. ↑  de Mazarrasa (1990), p. 36
93. ↑  Ogorkiewicz, p. 16
94. ↑  de Mazarrasa (1990), p. 37
95. ↑  Ogorkiewicz, pp. 16–18
96. ↑  de Mazarrasa (1990), pp. 37–38
97. ↑  de Mazarrasa (1990), p. 38
98. ↑  Ogorkiewicz, pp. 18–19
99. ↑  Orgokiewicz, p. 20
100. ↑  de Mazarrasa (1990), pp. 40–41
101. ↑  de Mazarrasa (1990), p. 39
102. ↑  Ogorkiewicz, pp. 19–20
103. ↑  de Mazarrasa (1990), pp. 39–40
104. ↑  de Mazarrasa (1990), p. 40
105. ↑  Jeudy, p. 262
106. ↑  Miller, pp. 90–93
107. ↑  de Mazarrasa (1990), p. 49
108. ↑  Foss (2005), p. 32
109. 1 2  de Mazarrasa (1990), p. 48
110. ↑  Rudnick, p. 199 & 203
111. ↑  Rudnick, p. 202
112. ↑  Rudnick, pp. 203–204
113. ↑  de Mazarrasa (1990), pp. 57–61
114. ↑  Pérez-Guerra, p. 500
115. ↑  de Mazarrasa (1990), pp. 79–80
116. ↑  de Mazarrasa (1990), pp. 80–83
117. ↑  de Mazarrasa (1990), pp. 83–84
118. ↑  （西班牙文） Defensa gastar a 916 millones en destruir 480 carros de combate （页面存档备份，存于）, El País, accessed 9 December 2008
119. ↑  （西班牙文） Defensa firma un contrato de 200 millones de euros con Finmeccanica （页面存档备份，存于）, El País, accessed 9 December 2008
120. ↑  Dunstan, p. 13
121. 1 2  de Mazarrasa (1990), pp. 48–49
122. ↑  Cordesman, pp. 11–12
123. ↑  Cordesman, p. 11
124. ↑  Cordesman, pp. 13–14
125. ↑  Cordesman, pp. 16–17
126. 1 2  de Mazarrasa (1990), pp. 72–73
127. ↑  Westermeyer, p. 27
128. ↑  Westermeyer, pp. 27–28
129. ↑  Perrett, p. 201
130. ↑  Rottman, p. 26
131. 1 2 3 4  Jeudy, p. 263
132. ↑  Cogan, p. 44
133. ↑  Scales, p. 217
134. ↑  . United States Army Center of Military History.   [2008-12-18]. （原始内容存档于2009-05-08）.
135. ↑  .   [2014-07-18]. （原始内容存档于2014-06-29）.

参考书目
- Berthemy, Hubert. . Tank Museum News (Brussels: L'A.S.B.L. "Tank Museum"). July 2000–September 2000, (N°60) （法语）.
- Biass, Eric H.; Doug Richardson.  (PDF). Armada International (Armada International). 1 June 2003  [2014-07-17]. （原始内容 (PDF)存档于2009-02-25） （英语）.
- Bishop, Chris. . San Diego, CA: Thunder Bay. 2006. ISBN 978-1-59223-626-8 （英语）.
- Caiti, Pierangelo. . London: Arms and Armour Press. 1978. ISBN 0-85368-412-X （英语）.
- Chant, Cristopher. . Somerset: Patrick Stephens Limited. 1996. ISBN 1-85260-114-0 （英语）.
- Cogan, Charles. . Westport, USA: Praeger. 2001. ISBN 0-275-96948-7 （英语）.
- Cordesman, Anthony H.; Burke, Arleigh A. . Center for Strategic and International Studies. 30 October 2001. ISBN 978-0-275-97997-3 （英语）.
- Crow, Duncan; Robert J. Icks. . London, United Kingdom: Barrie & Jenkins. 1975. ISBN 0-214-20080-9 （英语）.
- de Mazarrasa, Javier. . Valladolid, Spain: Quiron Ediciones. 1994. ISBN 84-87314-10-4 （西班牙语）.
- de Mazarrasa, Javier. . Aldaba Ediciones. 1990. ISBN 84-86629-29-2 （西班牙语）.
- Dunstan, Simon. . Osprey Publishing. 2003. ISBN 978-1-84176-719-2 （英语）.
- Ferrari, Giorgio. . Military Technology (Moench Verlagsgesellschaft Mbh). October 1988, (10/1988) （英语）.
- Foss, Christopher F. . Macdonald and Jane's Publishers Limited. 1976. ISBN 0-354-01022-0 （英语）.
- Foss, Christopher F. . Jane's Publishing Company Limited. 1986. ISBN 0-7106-0372-X （英语）.
- Foss, Christopher F. . Zenith Press. 4 January 2003. ISBN 978-0-7603-1475-3 （英语）.
- Foss, Christopher F. . Jane's Information Group. 2005. ISBN 0-7106-2686-X （英语）.
- Foss, Christopher F. . London, United Kingdom: Harper Collins. 2006. ISBN 978-0-00-718326-5 （英语）.
- Gelbart, Marsh. . Oxford, United Kingdom: Osprey. 2004. ISBN 1-84176-579-1 （英语）.
- Hilmes, Rolf. . Armor (Fort Knox: US Army Armor Center). January 1, 2001, (January–February 2001). ISSN 0004-2420 （英语）.
- Jerchel, Michael. . Oxford, United Kingdom: Osprey. 1995. ISBN 1-85532-520-9 （英语）.
- Jeudy, Jean-Gabriel. . Boulogne: E.T.A.I. 1997. ISBN 2-7268-8369-9 （英语）.
- Lathrop, Richard; John McDonald. . Oxford, United Kingdom: Osprey. 2003. ISBN 1-84176-551-1 （英语）.
- Mercillon, Patrick H. . Saumur: Centre de Documentations sur les Engins Blindés （法语）.
- Miller, David. . Osceola, WI: MBI. 2000. ISBN 978-0-7603-0892-9 （英语）.
- Moncure, John.  (PDF). ARMOR magazine (Armor Center). 1 March 1997 （英语）.[]
- Ogorkiewicz, Richard M. . Berkshire, United Kingdom: Profile Publications Ltd. December 1973. OCLC 54349455 （英语）.
- Perez-Guerra, Jaime. . Janes International Defense Review (Janes). 1 April 1987 （英语）.
- Perrett, Bryan. . London, United Kingdom: Brockhampton Press. 1995. ISBN 1-86019-954-2 （英语）.
- Rottman, Gordon. . Oxford, United Kingdom: Osprey. 1993. ISBN 1-85532-277-3 （英语）.
- Rudnick, David. . International Affairs (London, United Kingdom: Royal Institute of International Affairs). April 1976 （英语）.
- Scales, Robert H. . Washington DC, USA: Brassey's. 1998. ISBN 1-57488-136-1 （英语）.
- Senger und Etterlin, Ferdinand von. . Koblenz: Bernard & Graefe Verlag. 1990. ISBN 3-7637-5871-2 （英语）.
- Spielberger, Walter. . München: Bernard & Graefe Verlag. 1980. ISBN 3-7637-5203-X （德语）.
- Westermeyer, Paul W.  (PDF). Washington D.C., United States of America: History Division, U.S. Marine Corps.   [2014-07-17]. （原始内容存档 (PDF)于2008-12-10） （英语）.
- Zaloga, Steven J. . Edinburgh, United Kingdom: Prentice Hall. 1979. ISBN 0-13-597856-4 （英语）.
- Zaloga, Steven J. . Oxford, United Kingdom: Osprey. 1999. ISBN 1-85532-825-9 （英语）.
- Zaloga, Steven J. . Oxford, United Kingdom: Osprey. 2004. ISBN 1-84176-792-1 （英语）.

## 外部連結
- MAQUETLAND AMX-30页面
- 法国地面武器工业集团AMX-30简介（英文）